# Cathédrale de Padoue
La basilique cathédrale Santa Maria Assunta (en français : basilique cathédrale Notre-Dame de l'Assomption ; ou   en italien : il Duomo) est la troisième cathédrale de la ville de Padoue bâtie sur le même emplacement.

## Histoire
La première fut construite à la suite de l'édit de Constantin de 313, et détruite par le tremblement de terre du 3 janvier 1117.
Elle fut reconstruite en style roman avec un baptistère, consacrés par Guido patriarche de Grado en 1291, puis refaite à la demande de Fina de' Buzzaccarini, épouse de François l'Ancien, avec ses fresques en 1375.
En 1551, le projet, probablement de Michel-Ange, pour la nouvelle cathédrale fut approuvé et la construction se prolongera jusqu'en 1754, laissant la façade inachevée.

## Description
La façade inachevée
La façade sur laquelle s'ouvrent les trois portails est incomplète. Selon les plans de Gerolamo Frigimelica, un portique d'entrée aéré aurait dû être ouvert et, à l'étage supérieur, une loggia solennelle, dans le style des basiliques romaines; sur la façade, un grand fronton classique est soutenu par six puissantes demi-colonnes corinthiennes. Selon l'architecte pour relier l'atrium, la loggia et le palais épiscopal, une rampe couverte aurait été ouverte, à droite, laissée inachevée. Lors des bombardements de la Première Guerre mondiale, une bombe a touché la façade en ruine, dans la partie supérieure. Pendant la restauration, la petite rosace s’est ouverte.

### L’intérieur

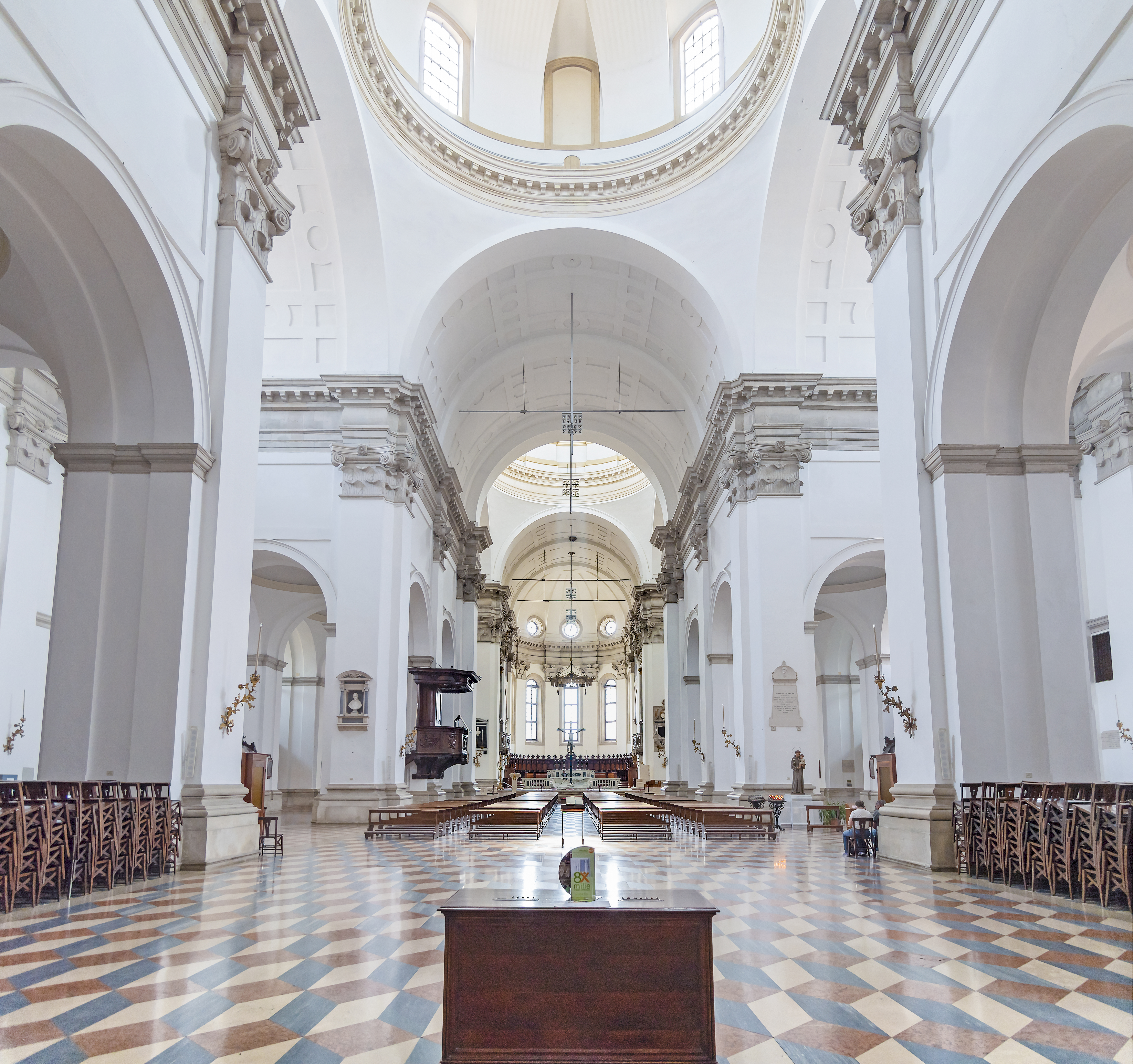
Vue de la nef depuis le portail principal.
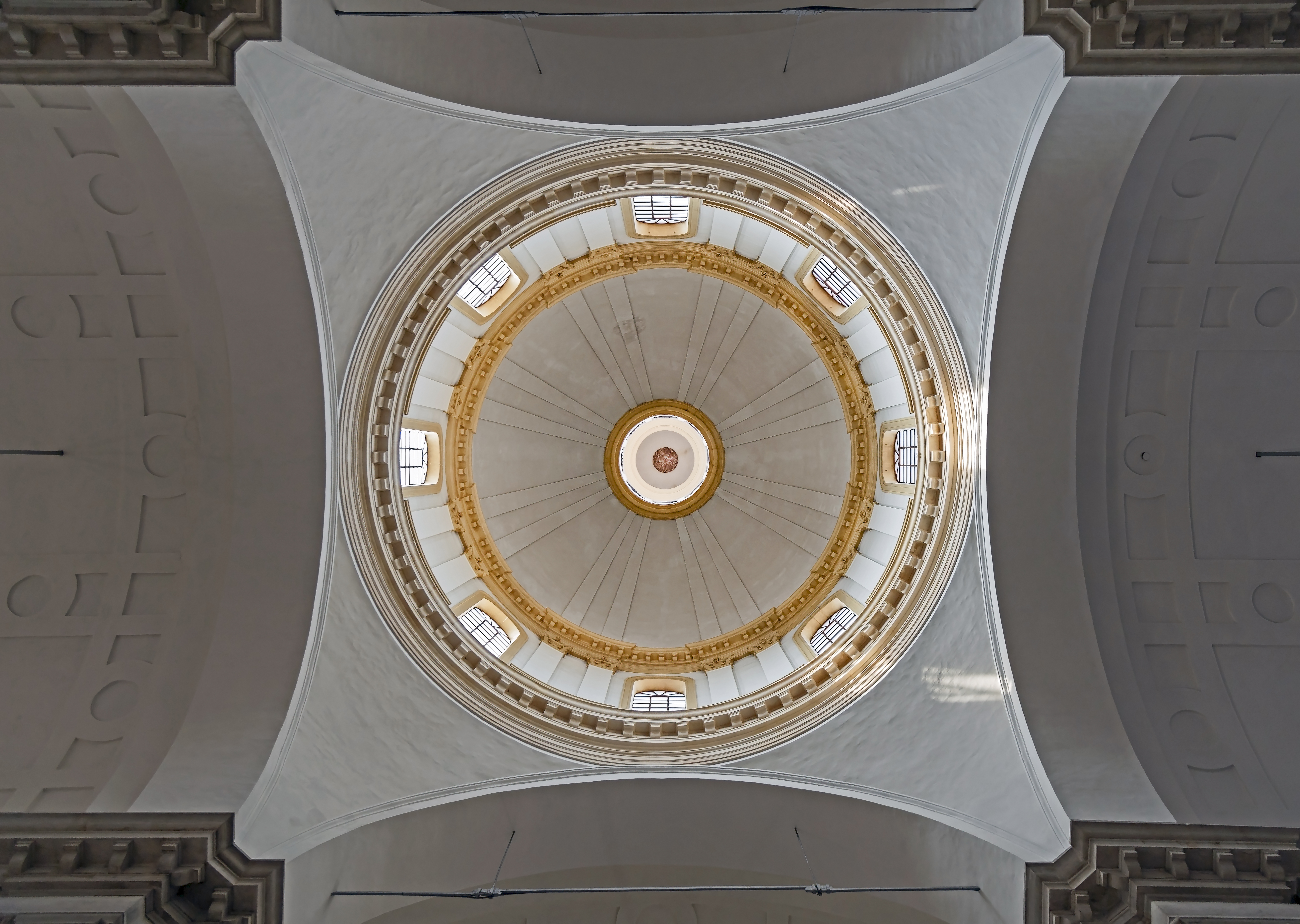
Intérieur de la coupole.

Divisé en trois nefs, l'espace est mesuré et harmonieux. La perspective du portail principal est suggestive. Sur la nef centrale, il y a deux grands dômes, un elliptique, qui correspond aux chapelles de San Gregorio Barbarigo et de San Lorenzo Giustiniani, et le plus grand, circulaire, est placé sur le transept. Les chapelles s'ouvrent dans les bas-côtés. Sous le chœur, la crypte et la chapelle de la Sainte Croix.

#### Partie gauche de la nef et chapelles
Le bénitier
Il est orné d'une statue représentant le baptême du Christ par Antonio Bonazza.
La chaire
La grande chaire en bois, commandée par le chanoine Selvatico est une œuvre du sculpteur Filippo Parodi.

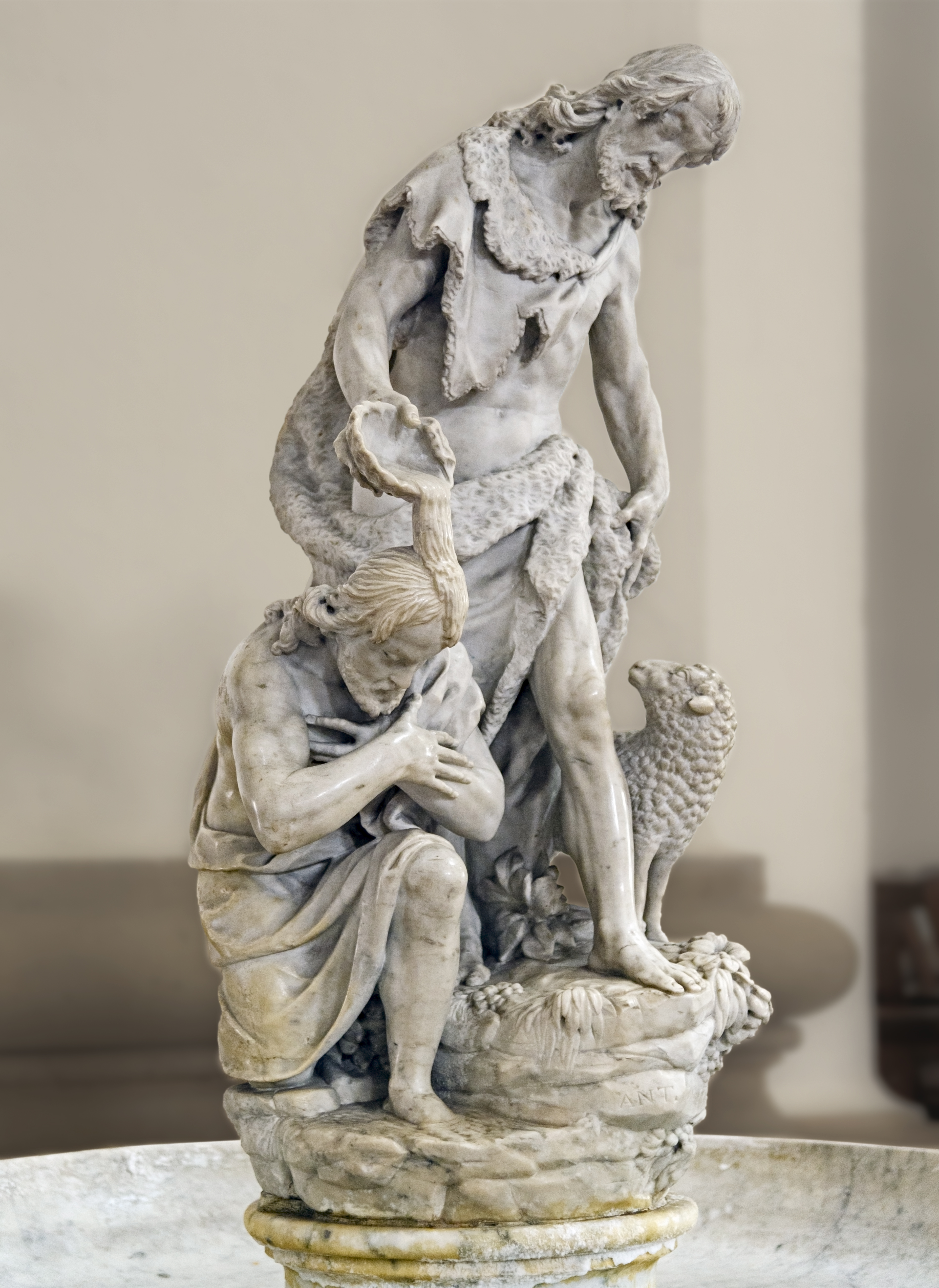
Le baptême du christ par Antonio Bonazza.
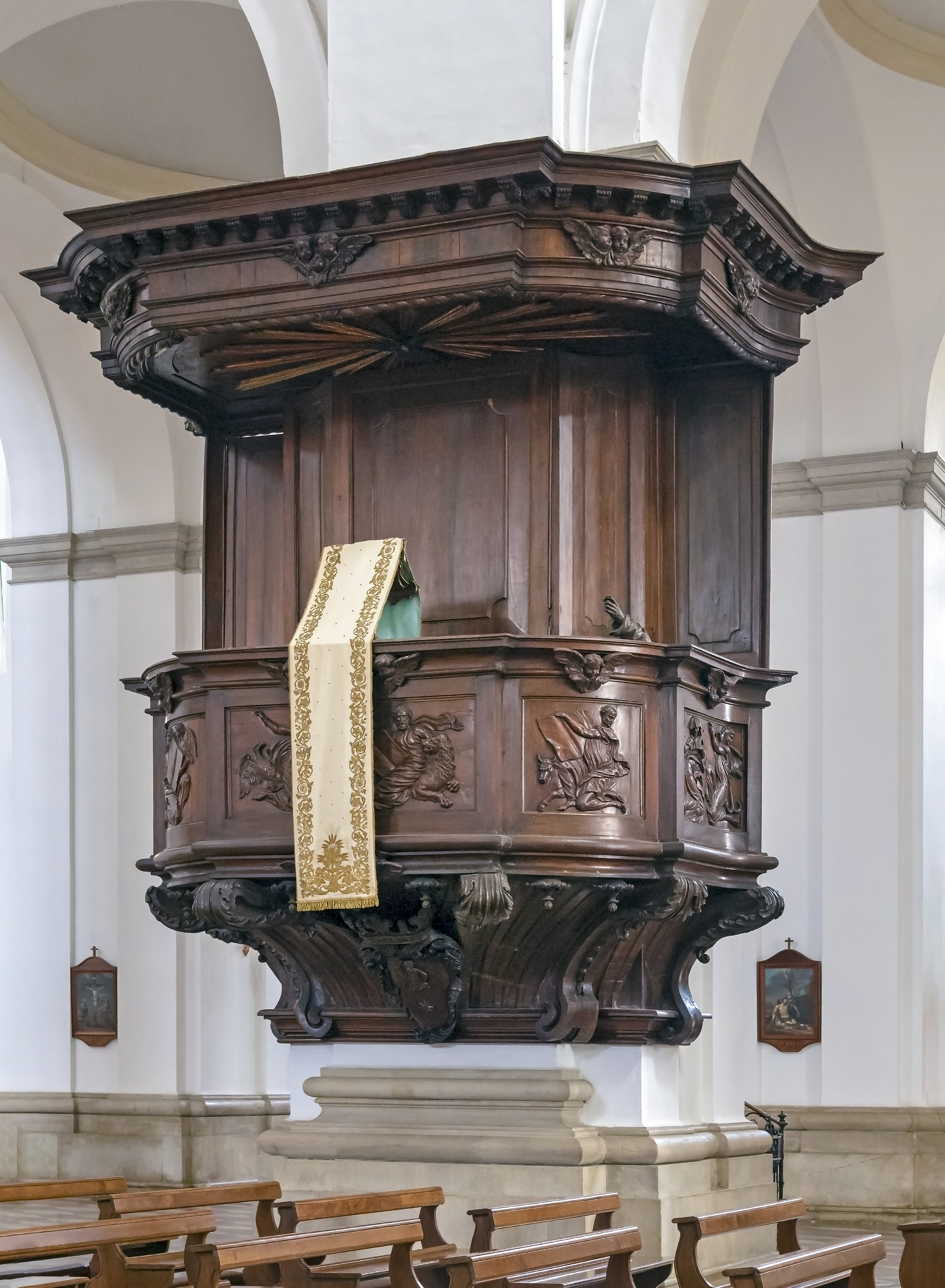
La chaire sculptée par Filippo Parodi.

La première chapelle est dédiée à la Madonna dei Ciechi (Notre-Dame des Aveugles)
L'autel de marbre blanc de Carrare date du XVIIIe siècle. Le tableau du retable montre la Trinité, un saint et un évêque par Antonio Buttafogo (ou Buttafuoco), un peintre de natif de Vérone du XVIIe siècle. Au centre de ce panneau, à l'intérieur d'un cadre, se trouve  une  Vierge à l'enfant, œuvre de Stefano Dell'Arzere datant du XVe siècle.
La seconde chapelle est dédiée San Girolamo (saint-Jérôme)
La chapelle a été construite aux frais de Girolamo Selvatico. La chapelle et l'autel baroque sont en marbre rouge et blanc. Le tableau du retable du XVIIe siècle de Pietro Damini da Castelfranco, représentant Saint-Jérôme agenouillé avec une pierre. Au centre, à côté du livre des écritures Saintes ouvert et, en bas à gauche, le frère du commanditaire, Bartolomeo Selvatico. Sur le mur droit, une plaque en marbre noir rappelle sa dédicace : Bartolomeo Selvatico (1533-1603) professeur de droit à l'Université de Padoue.
La troisième chapelle est dédiée à S.Gregorio Barbarigo  (Grégoire Barbarigo)
Elle conserve le corps du Saint dans un autel blanc et vert, avec sa statue, deux anges sur les côtés, deux petits anges sous le marbre et quatre bustes en bronze représentant les saints patrons de Padoue, attribués à Angelo Scarabello. Le dessin de l'autel est dû à Giorgio Massari en 1762 et a été exécuté par le paduan Francesco Androsi, qui fabriqua également les statues. Le tableau du retable montre une Crucifixion avec les Saints Madeleine, en Catherine de Pietro Damini. Les fresques du plafond sont de Giovanni Battista Mengardi, en 1762.
La quatrième chapelle dédiée à S. Giuseppe (saint Joseph)
L'autel et le travail en marbre du retable sont dus à Tommaso Bonazza. Le tableau du retable est de Giovanni Antonio Pellegrini, il représente une Vierge à l'Enfant, avec S. Cesareo à gauche et S. Giuseppe, exécutés vers 1716. Sur la côté droit de la chapelle un buste en marbre de Carrare du poète Francesco Petrarca, exécuté en 1818 par le paduan Rinaldo Rinaldi. L’inscription sur la plaque de marbre noir atteste que Pétrarque était aussi un chanoine du Duomo de Padoue.

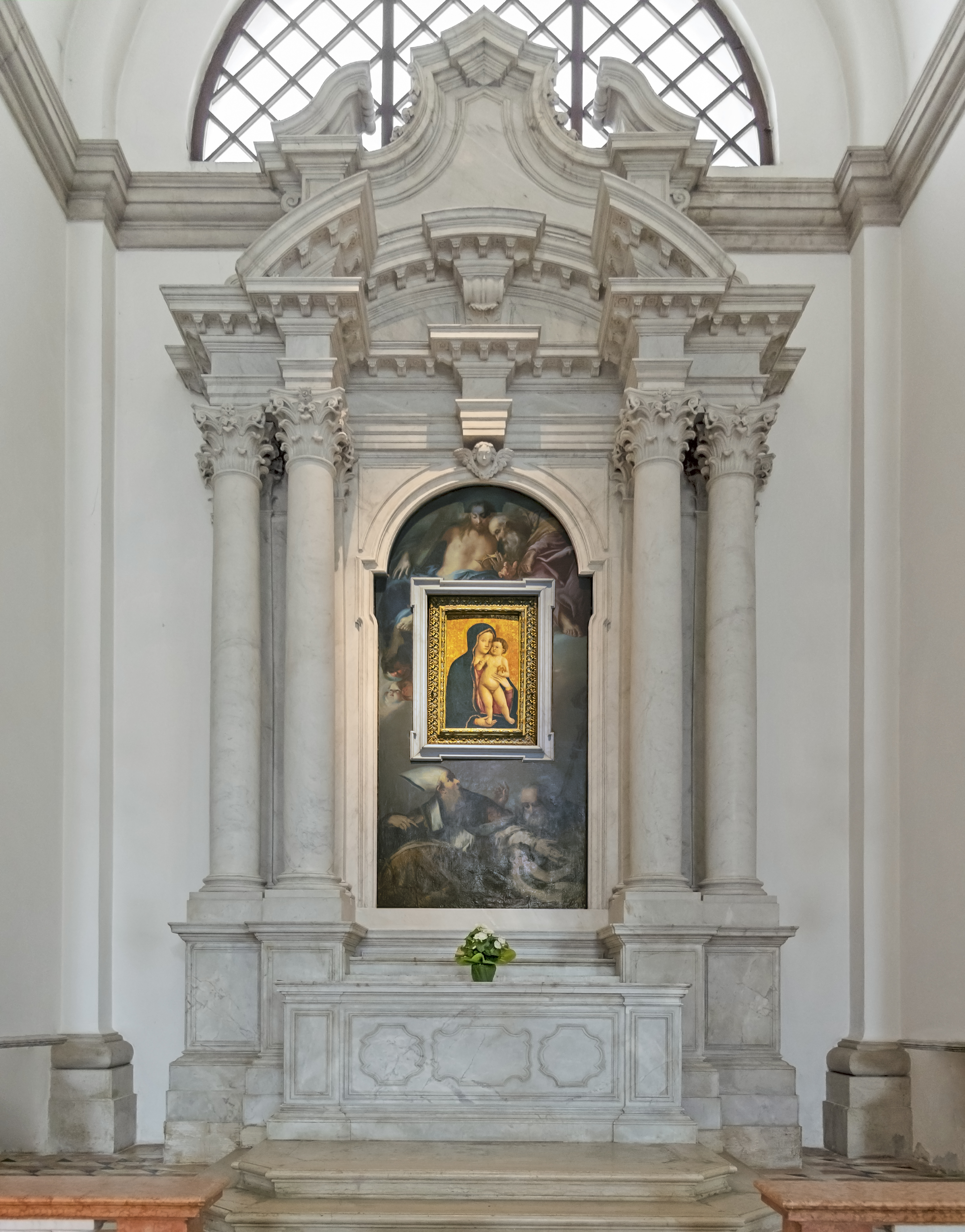
Chapelle de la Madonna dei Cechi.
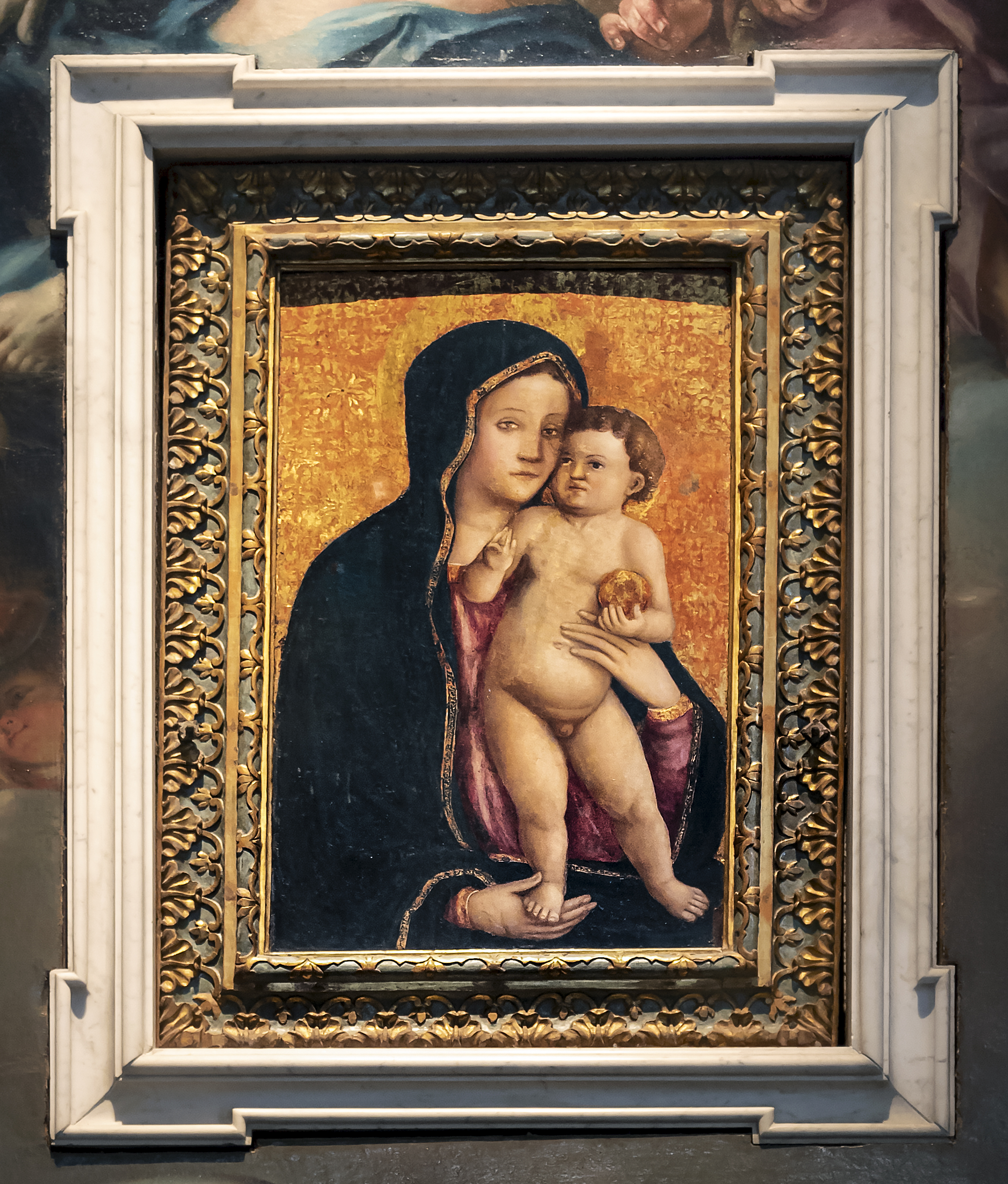
Madonna dei Cechi par Stefano Dell'Arzere.
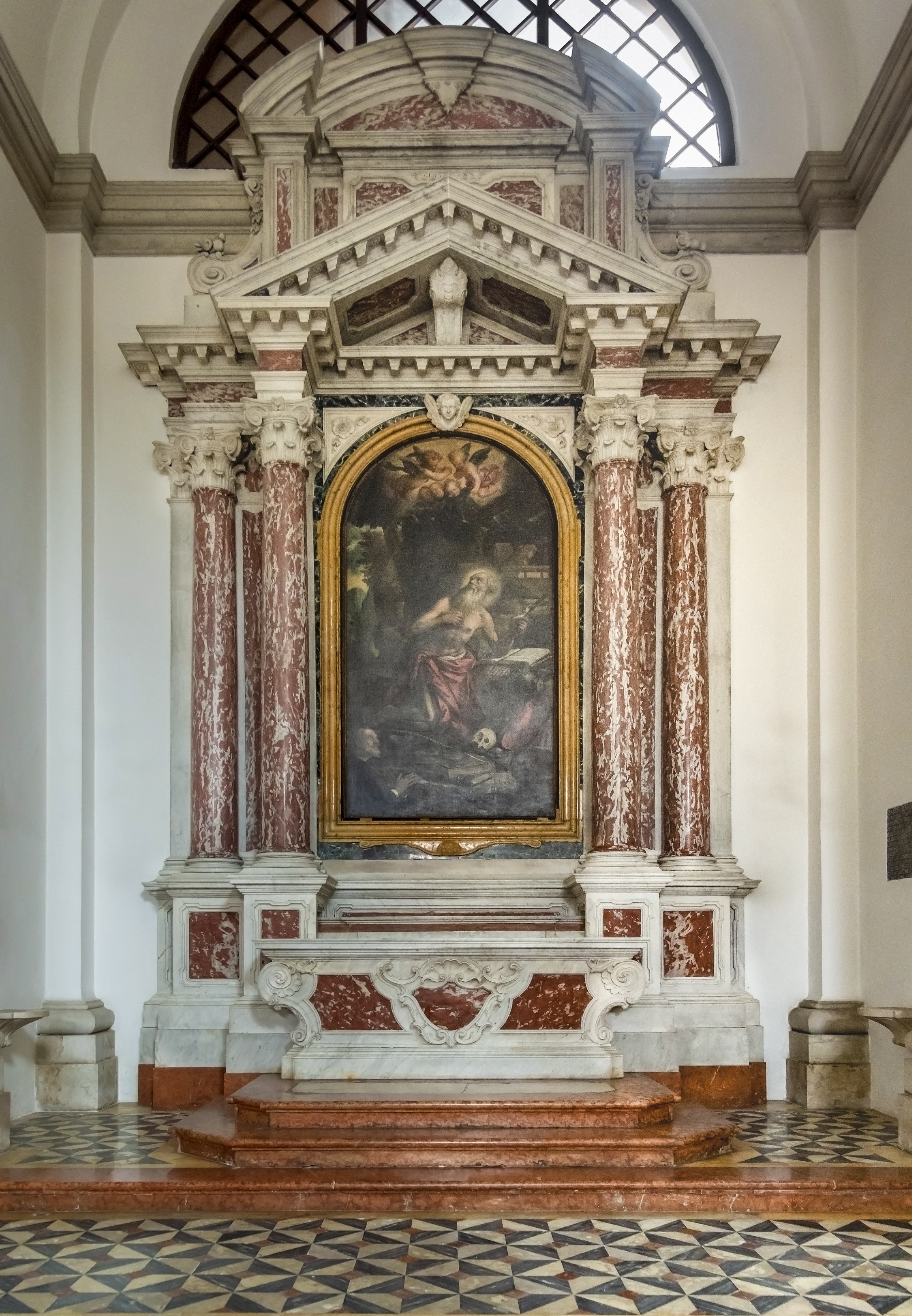
Chapelle de Saint-Jérôme.
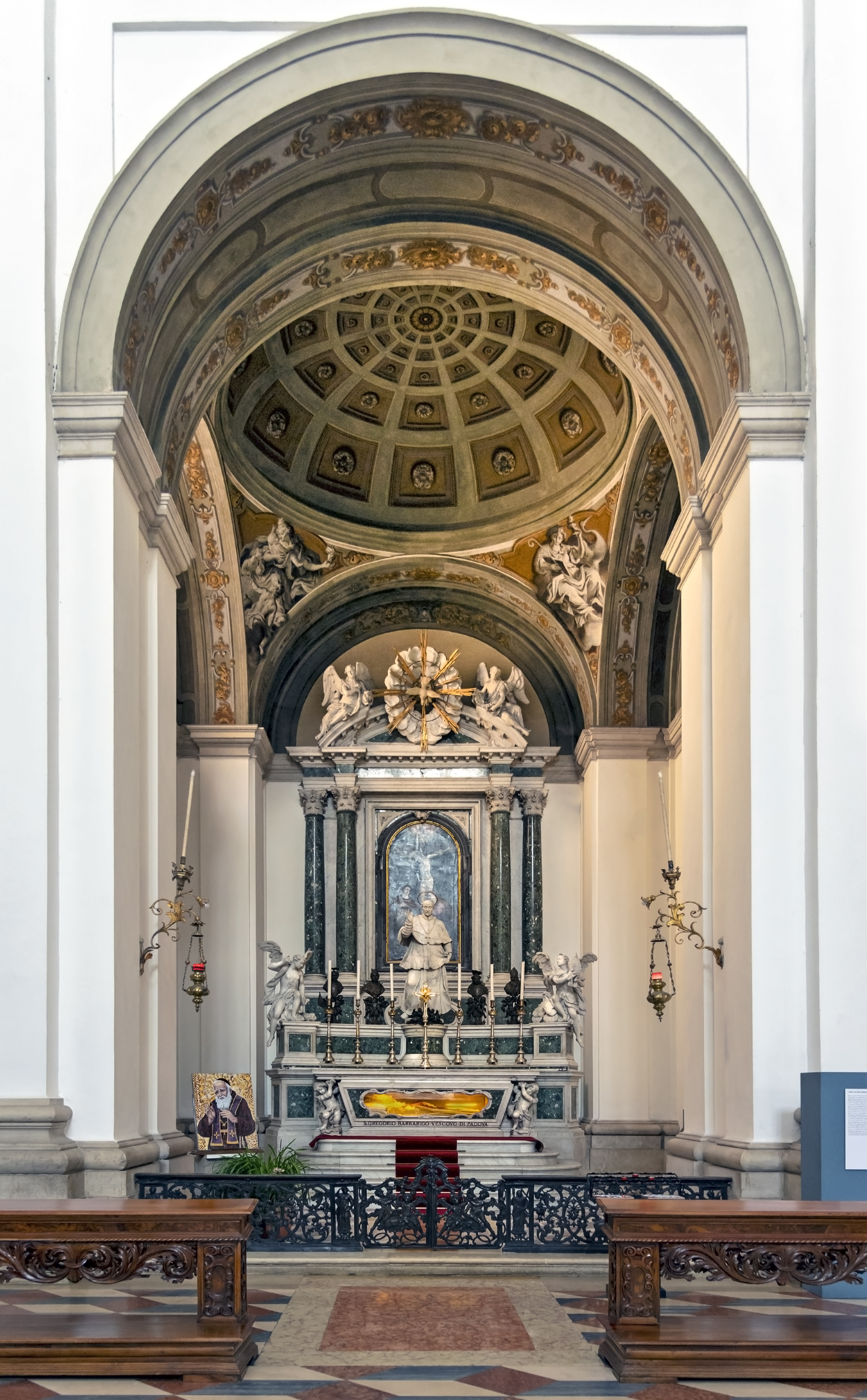
Chapelle de Gregorio Barbarigo.
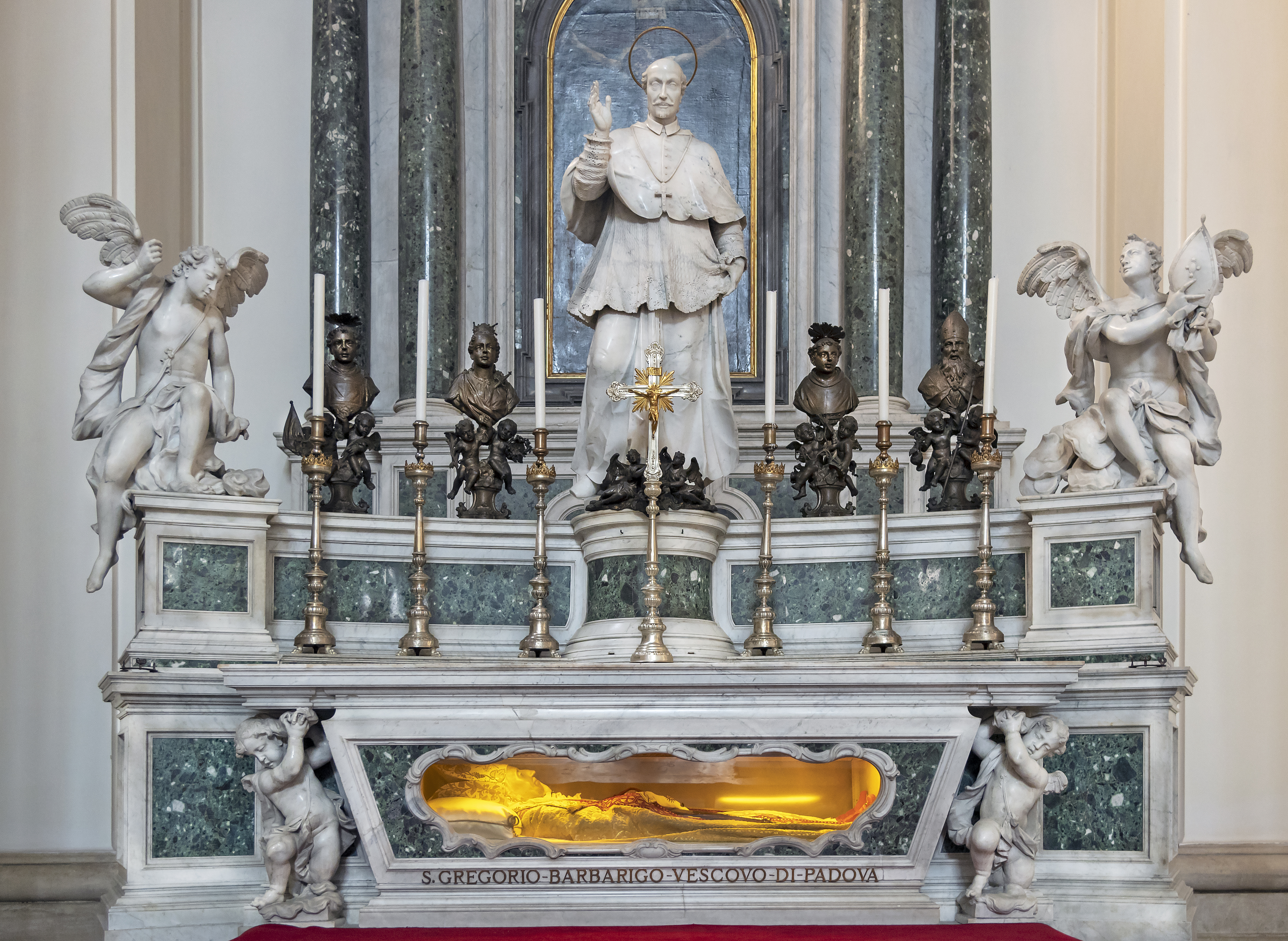
L'autel de St. Gregorio Barbarigo par Giorgio Massari.
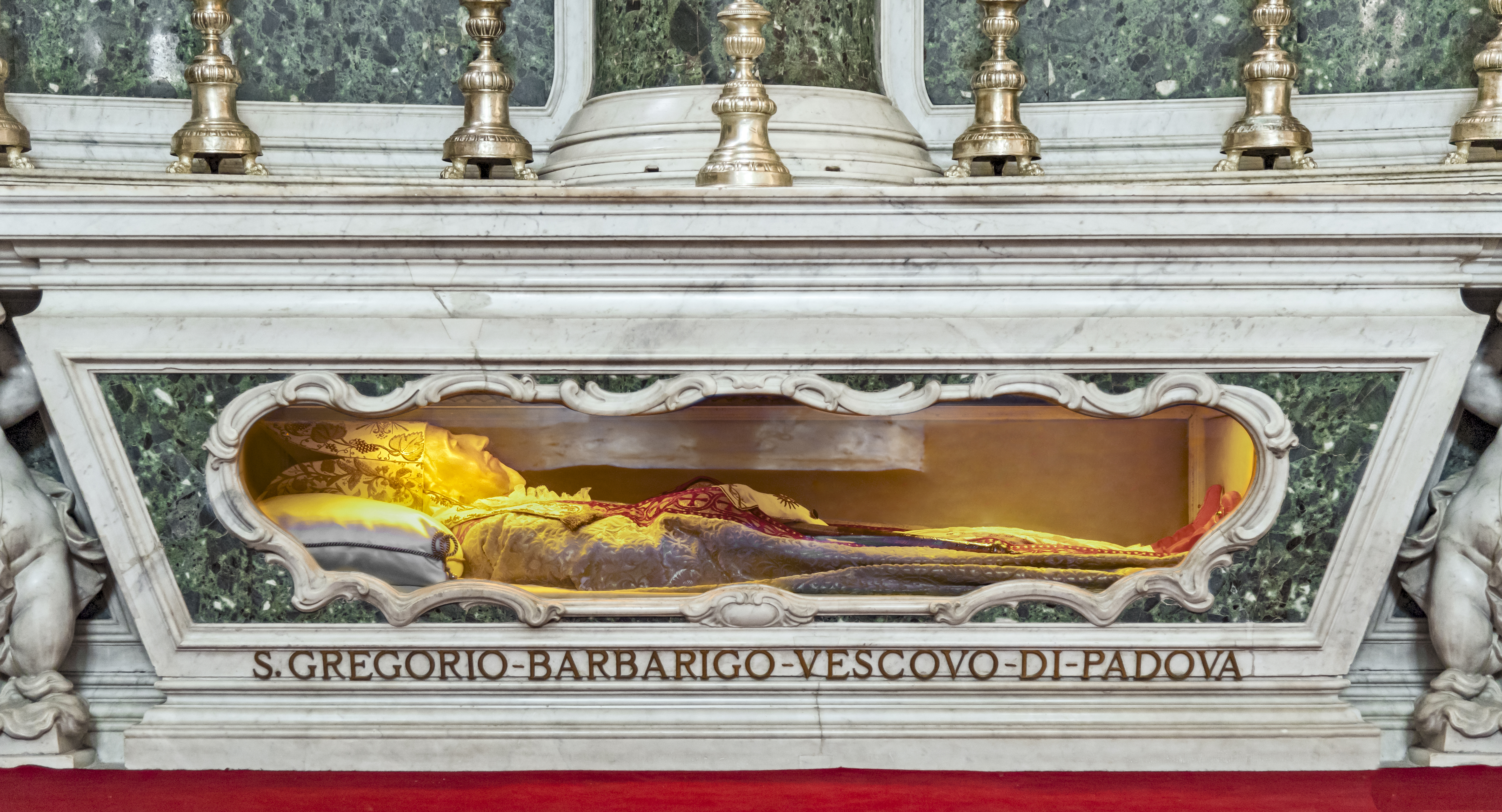
Le corps embaumé du saint.
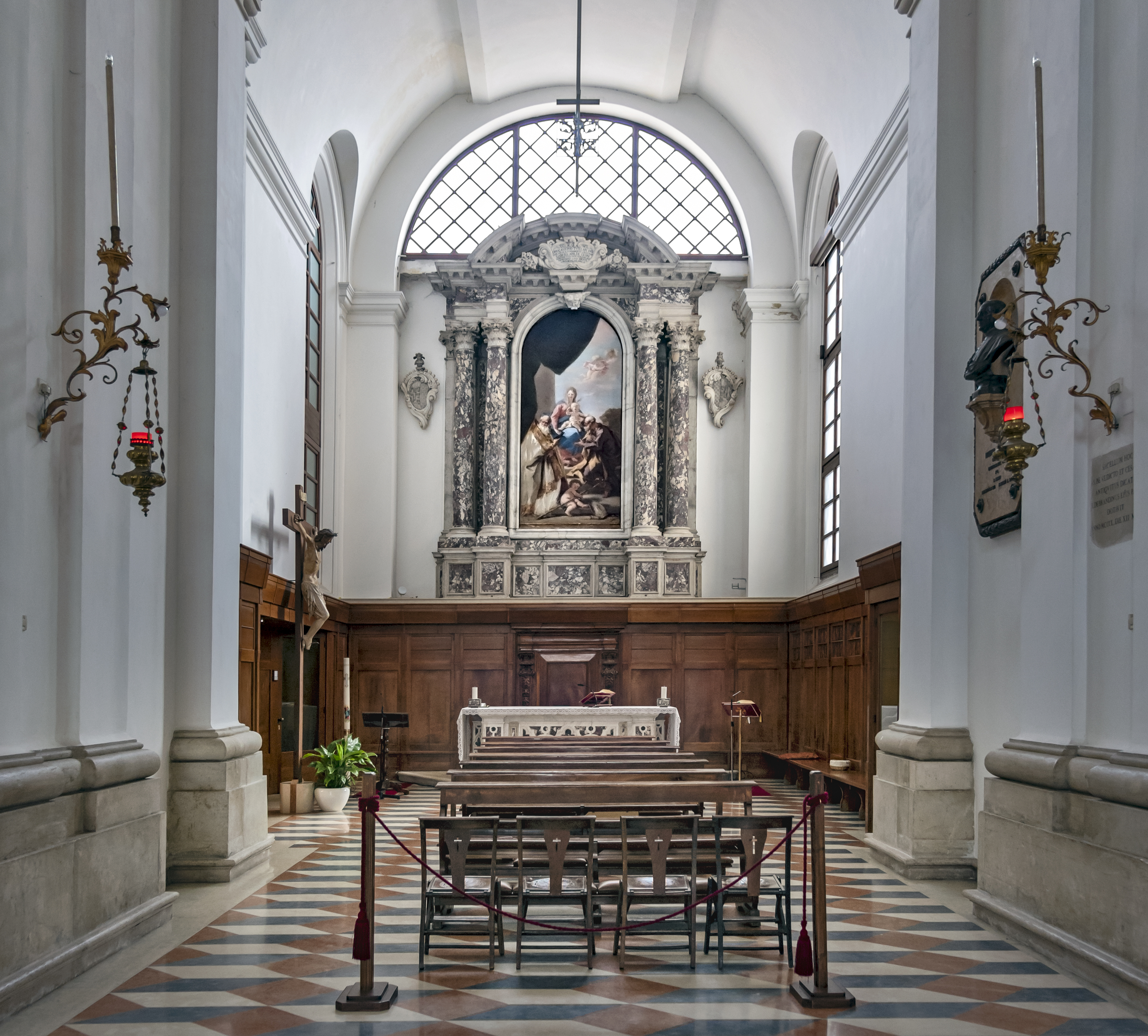
Chapelle de S. Giuseppe.
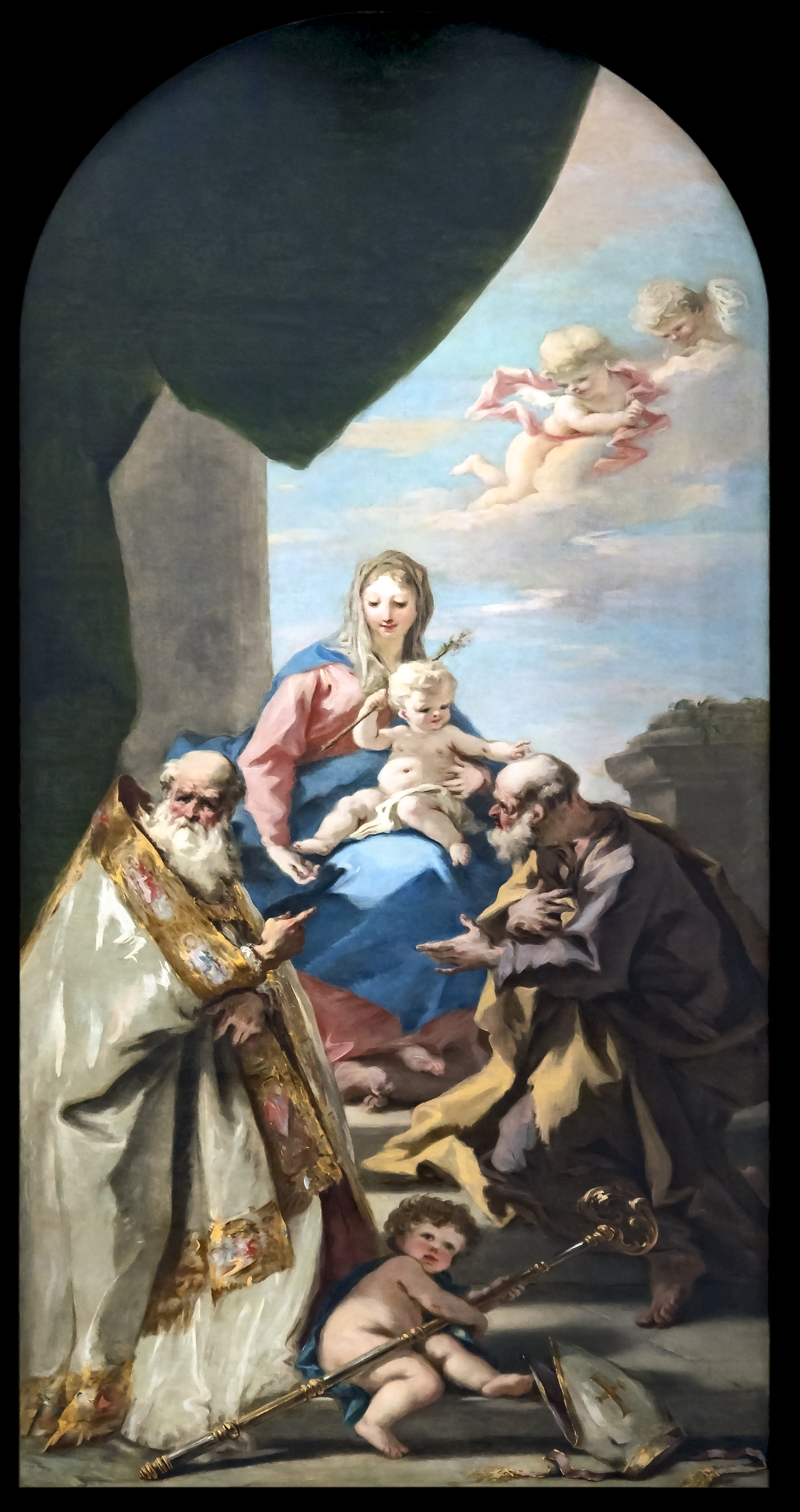
Madonna col Bambino, San Cesareo e San Giuseppe.
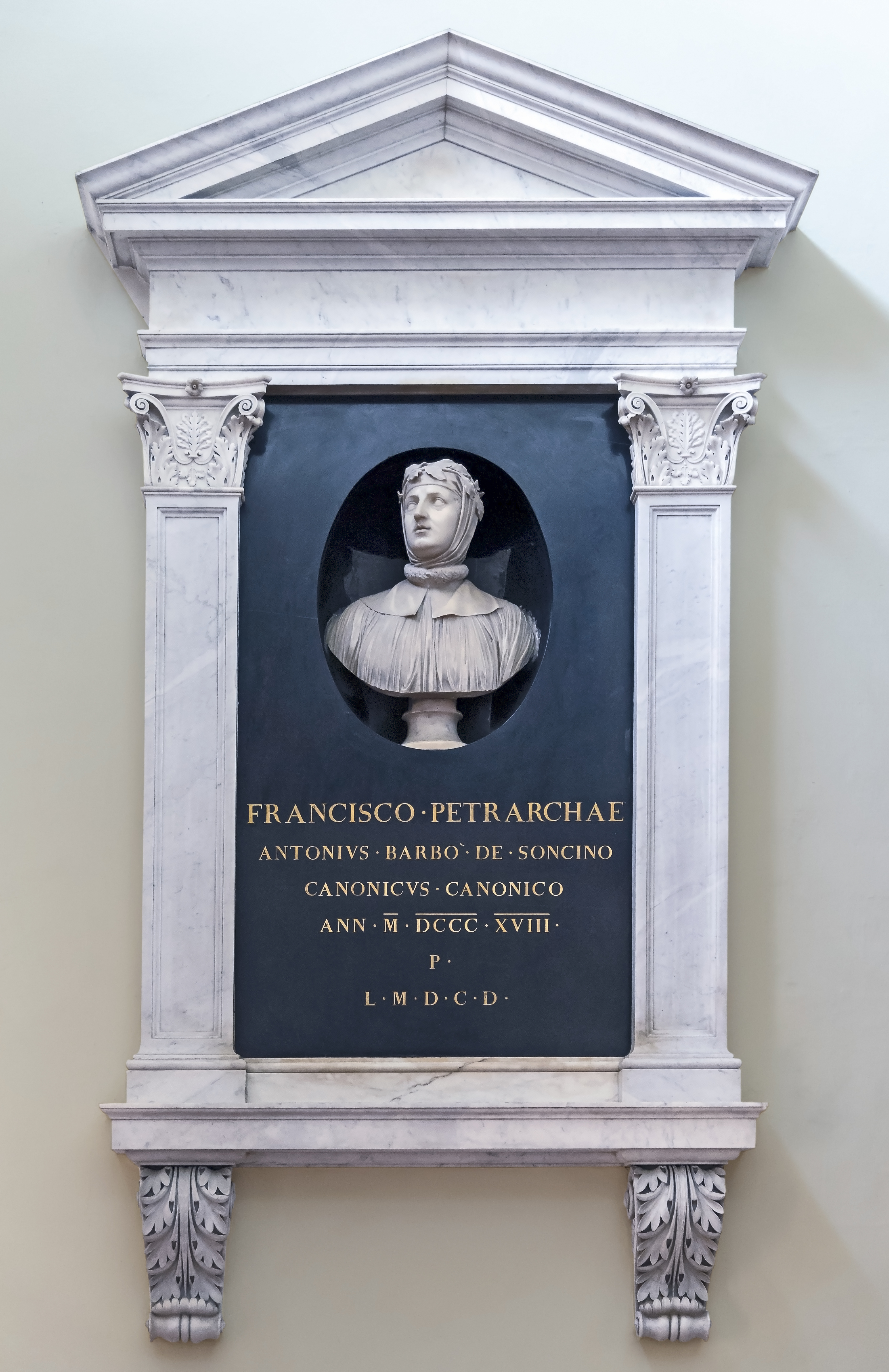
Petrarque, par Rinaldo Rinaldi.

#### Le bras gauche du transept
Sur le mur de gauche, un tombeau de 1420 soutenu par des corbeaux sur lesquels repose le gisant du cardinal Pietro Pileo di Prata sculpté par Pierpaolo dalle Masegne et il est surmonté d’un tableau représentant les saints patrons de Padoue. Sur le mur de droite, le monument funéraire de l'évêque Pietro Barozzi (1507), attribué à Alessandro Vittoria. Aux murs, deux tableaux d'auteurs inconnus du XVIIIe siècle représentant respectivement La remise des tables de la loi et La chute de la manne.
Au fond du transept la chapelle du Saint Sacrement : l'autel baroque est dû à Giovanni Gloria et Giorgio Massari. Il est décoré par deux grands anges en marbre, l'un à droite de Tommaso Bonazza et l'autre à gauche de Jacopo Gabano, tous deux datant de 1751. Les panneaux de bronze ont également été fabriqués par Gabano et représentent: La prière dans le jardin,  Le dernier souper, Le lavement des pieds, La prédication de Jean-Baptiste, Le miracle de la manne et La multiplication du poisson.
Dans l'atrium de la sacristie des chanoines, on peut voir trois peintures dans l'absidiole: l’Annonciation du peintre français Jean Raoux (XVIIIe siècle), l’Assomption dans un cadre baroque riche, doré et sculpté du peintre padouan Francesco Zanella  et la Visitation de Jean Raoux. Le monument et le buste de l'évêque Francesco Scipione Dondi dall'Orologio, qui rappelle qu'en 1807, un padouan est devenu évêque de Padoue après quatre siècles de prélats vénitiens.

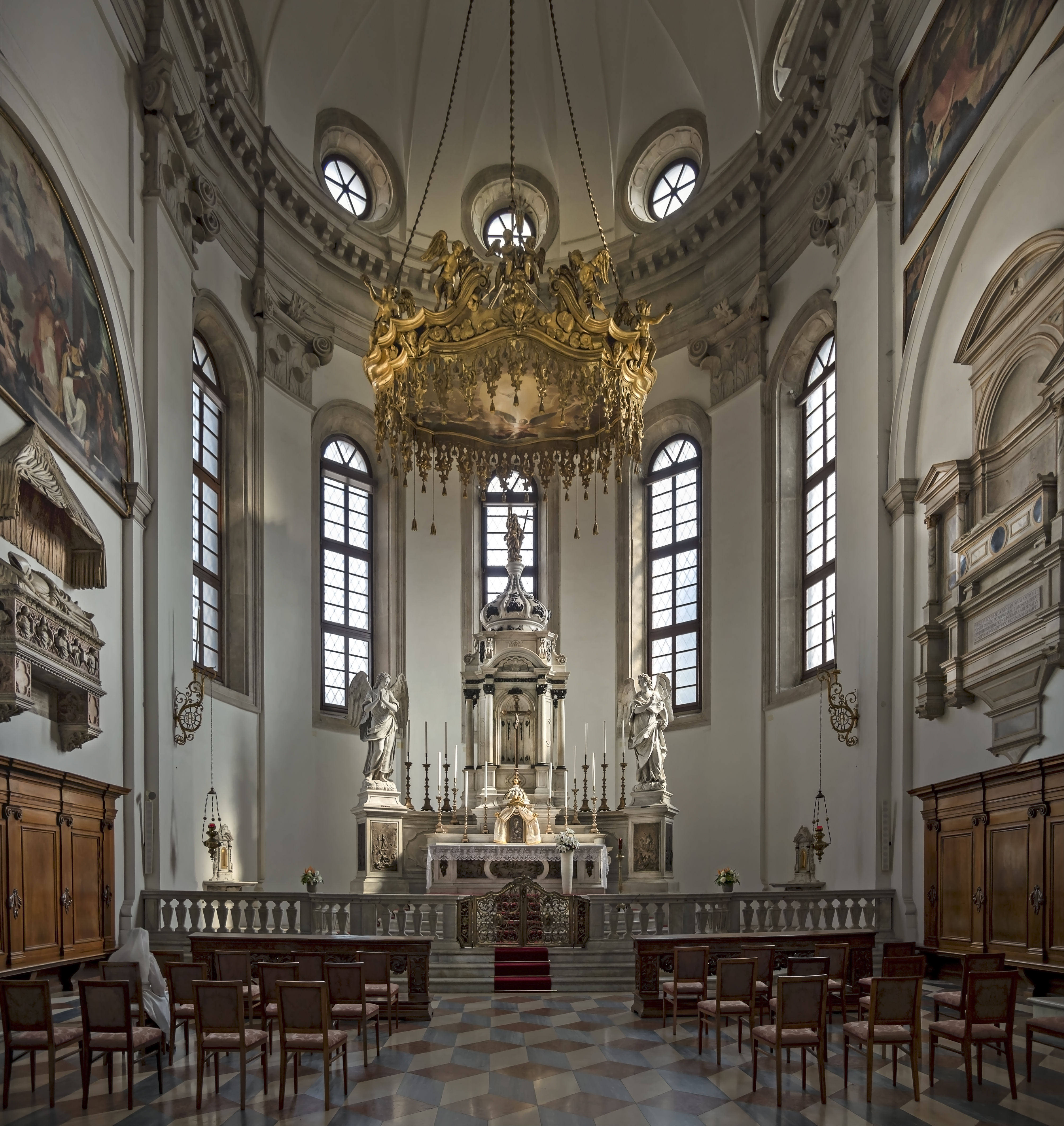
Le bras gauche du transept.
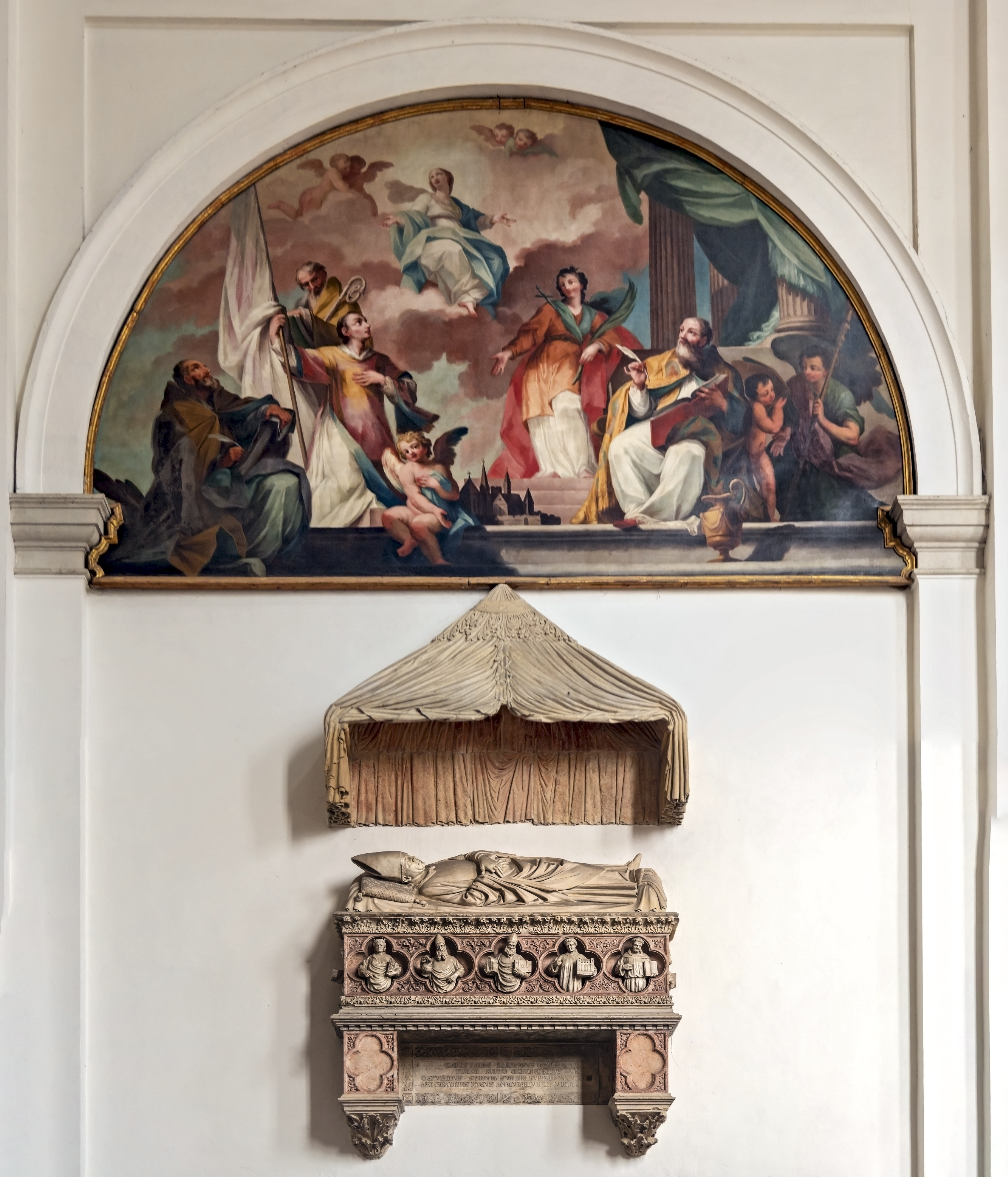
Monument au cardinal Pietro Pileo di Prata.
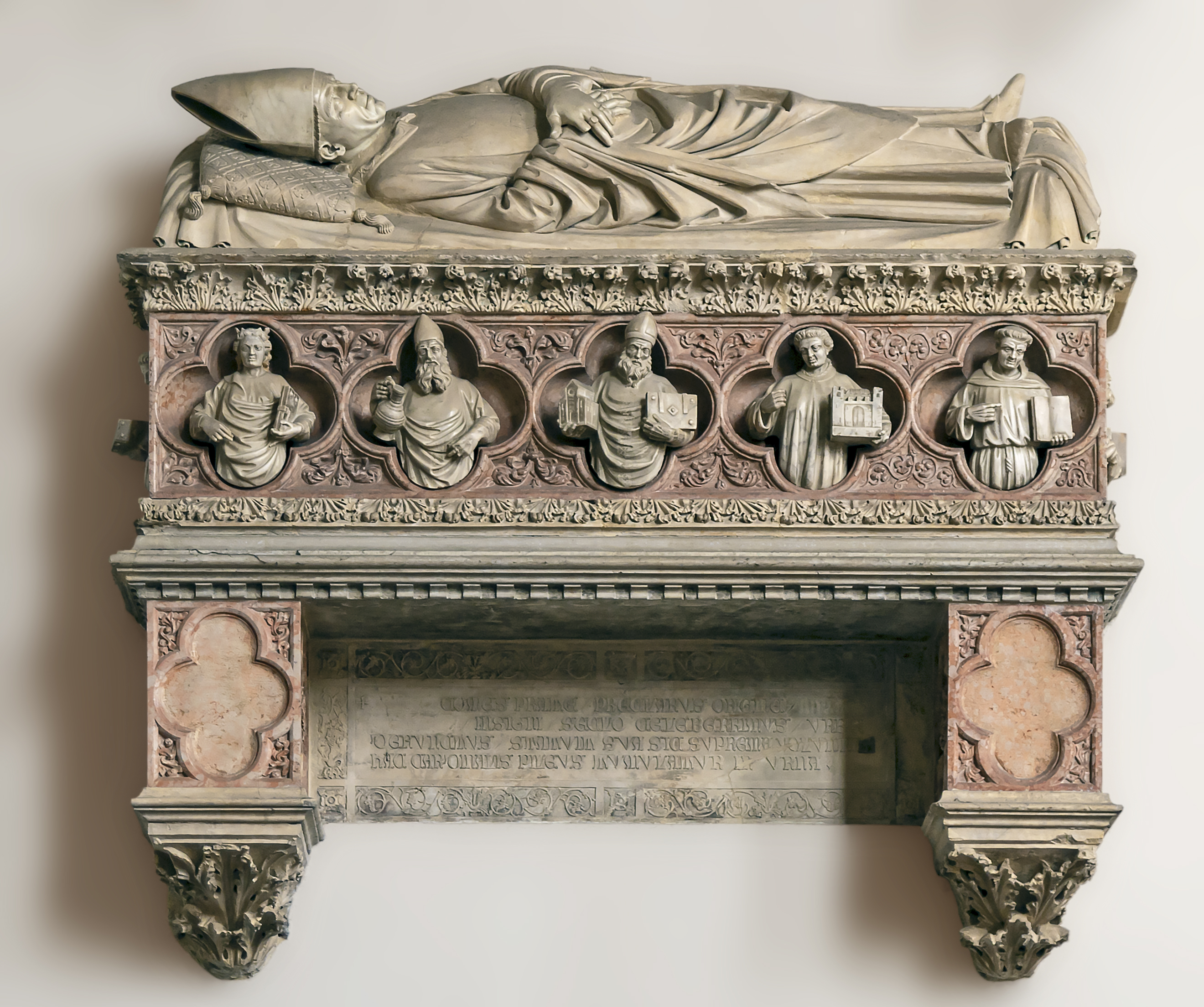
Gisant du cardinal Pietro Pileo di Prata.
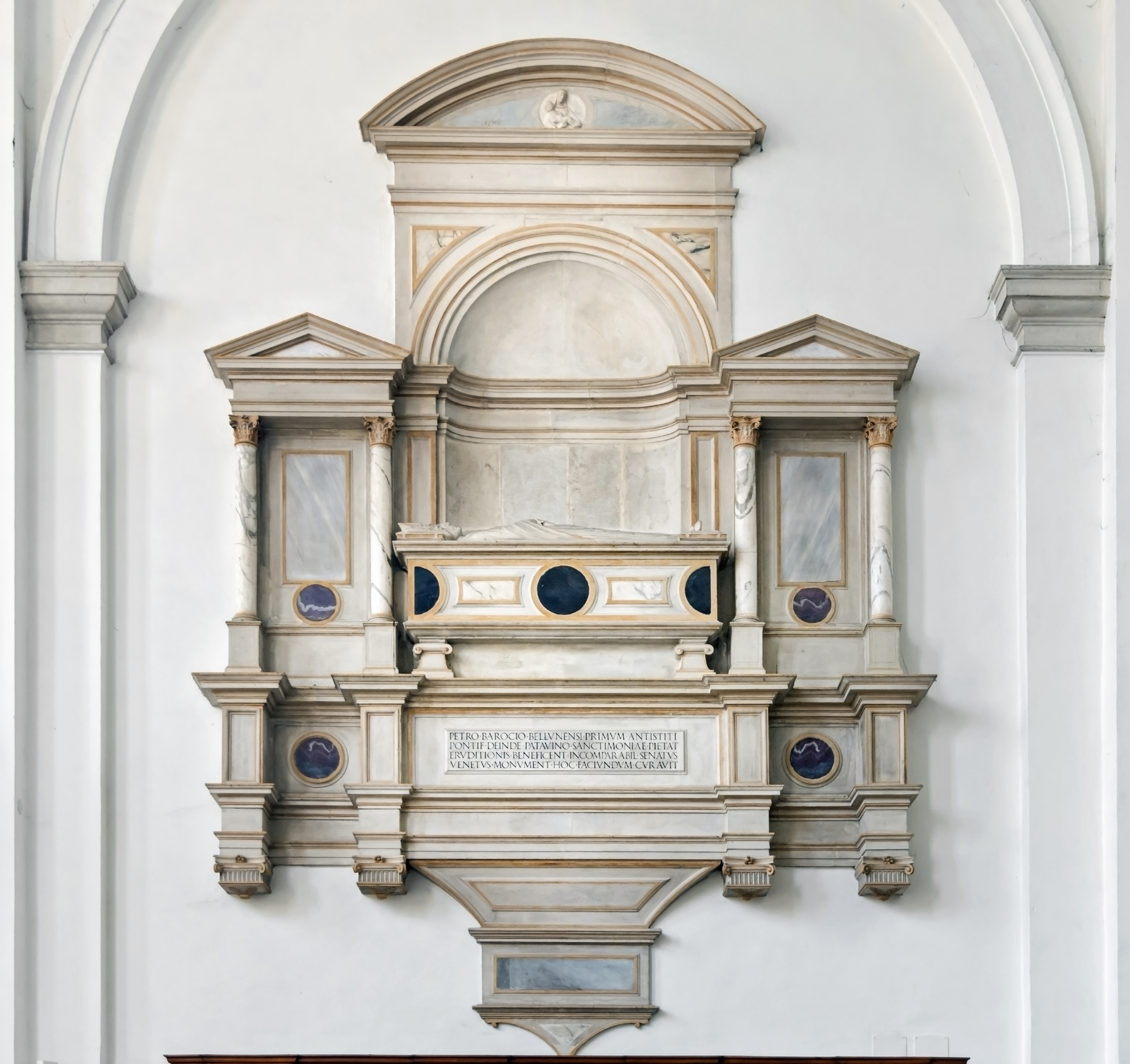
Monument à Pietro Barozzi 1507.
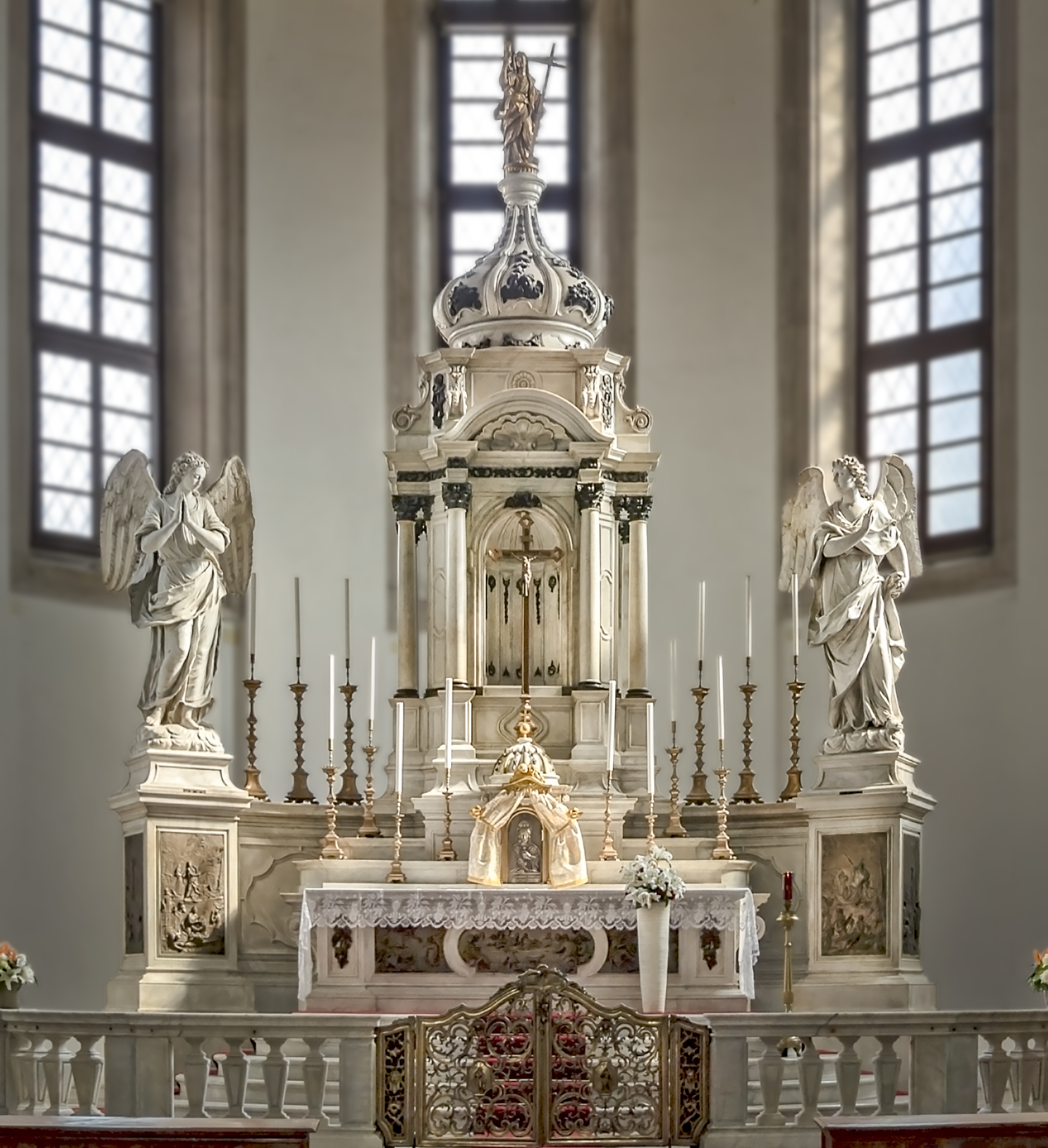
Autel du Saint Sacrement par Giorgio Massari.
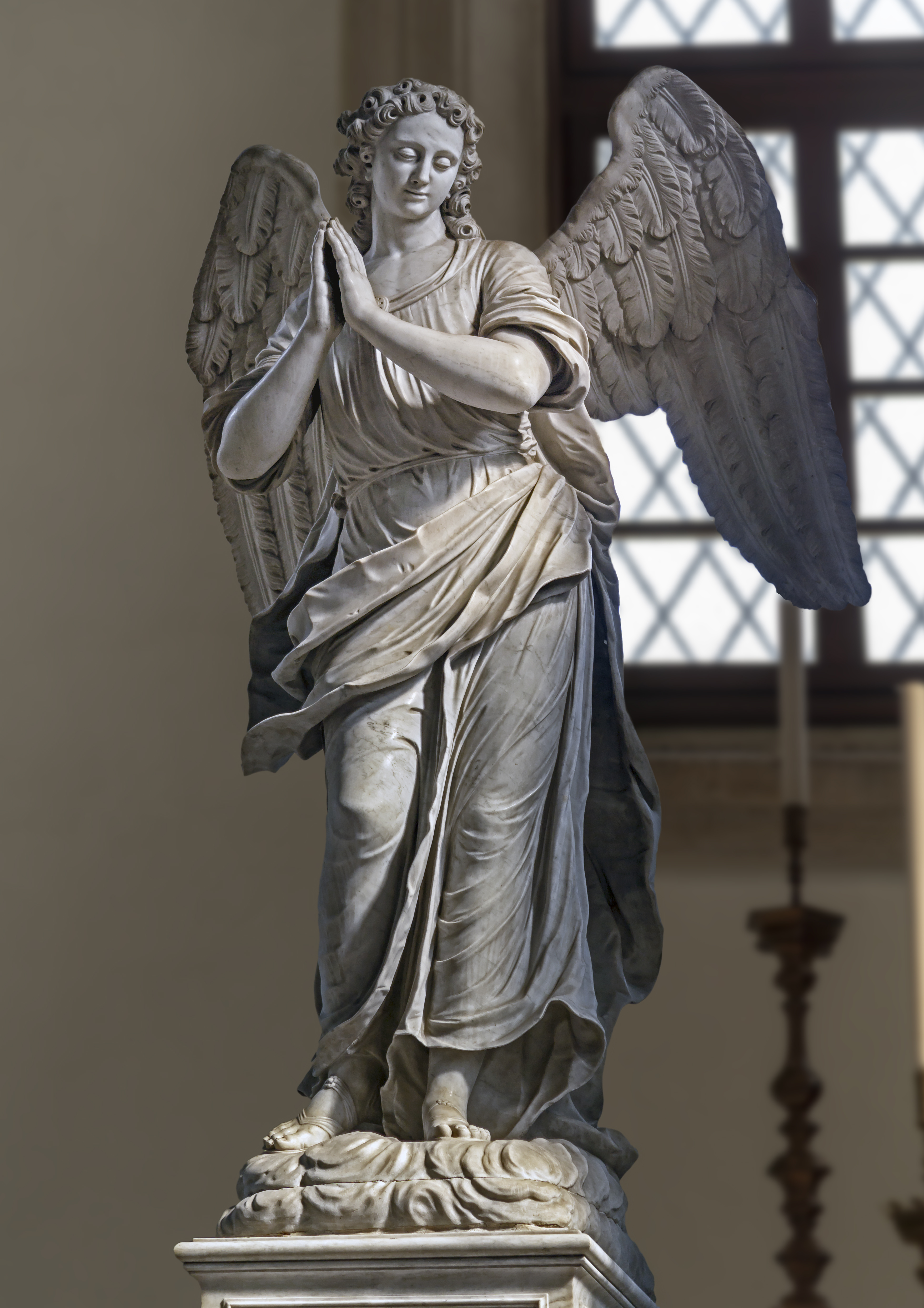
L'ange de Jacopo Gabano.
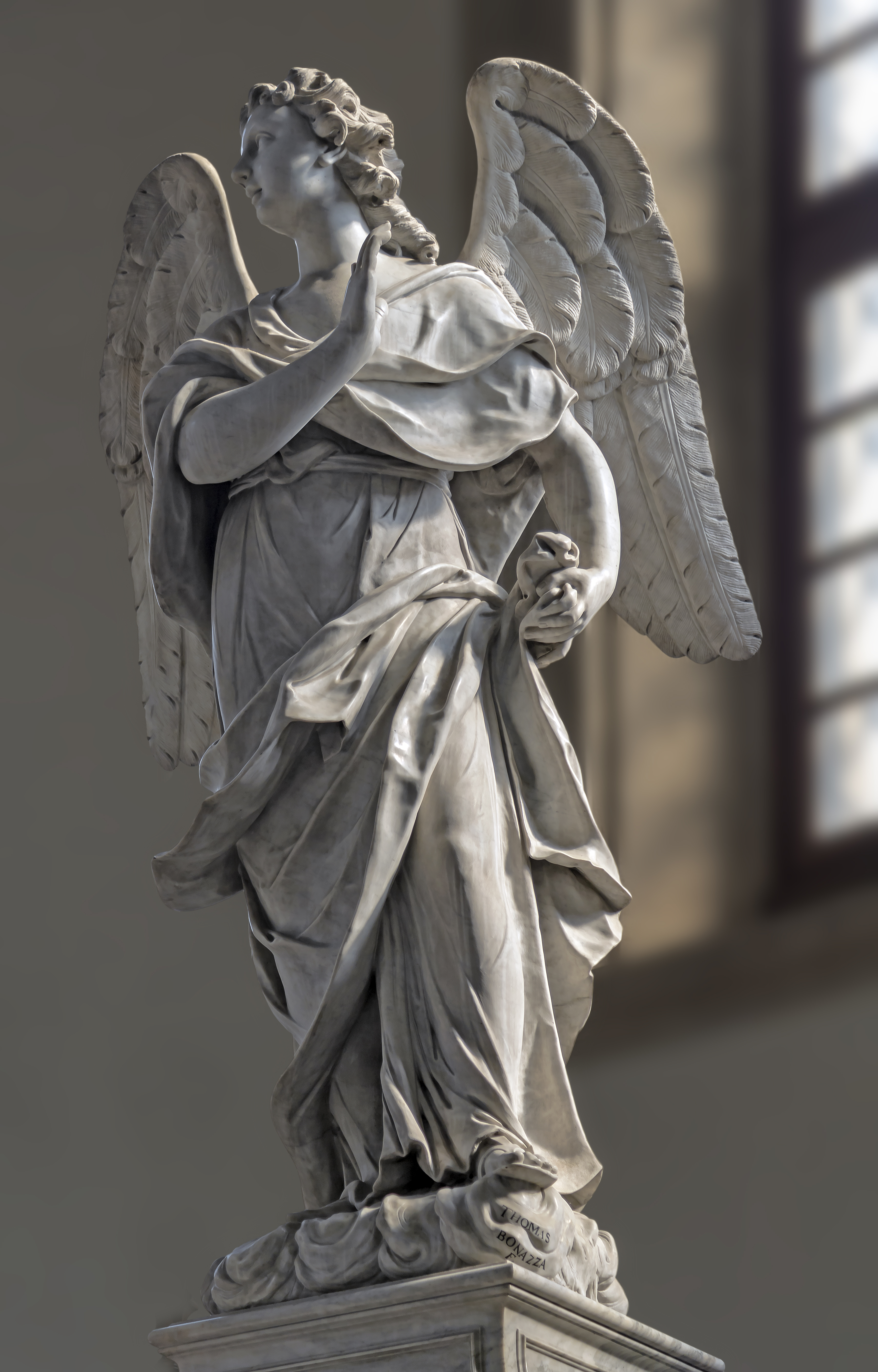
L'ange de Tommaso Bonazza.

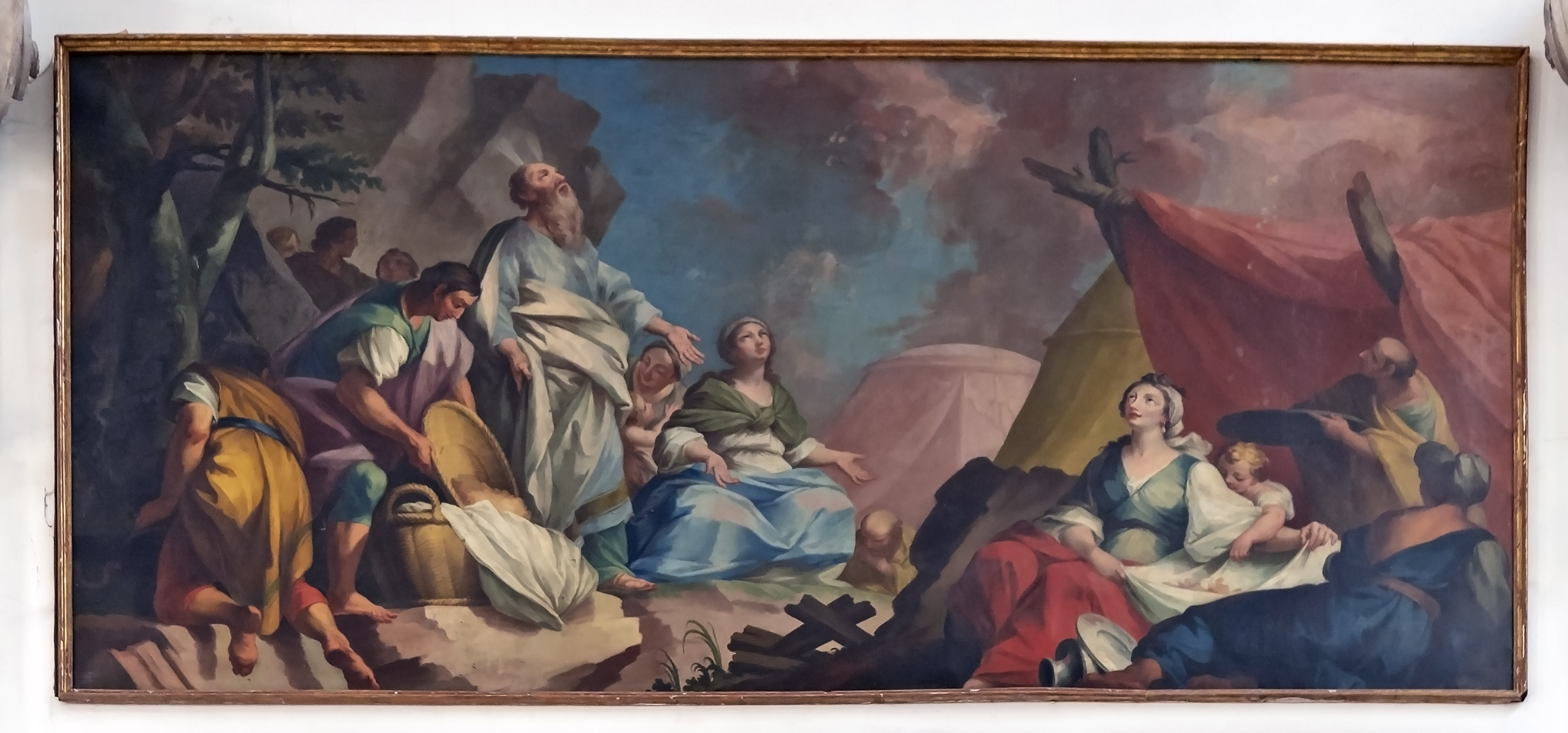
La chute de la Manne.
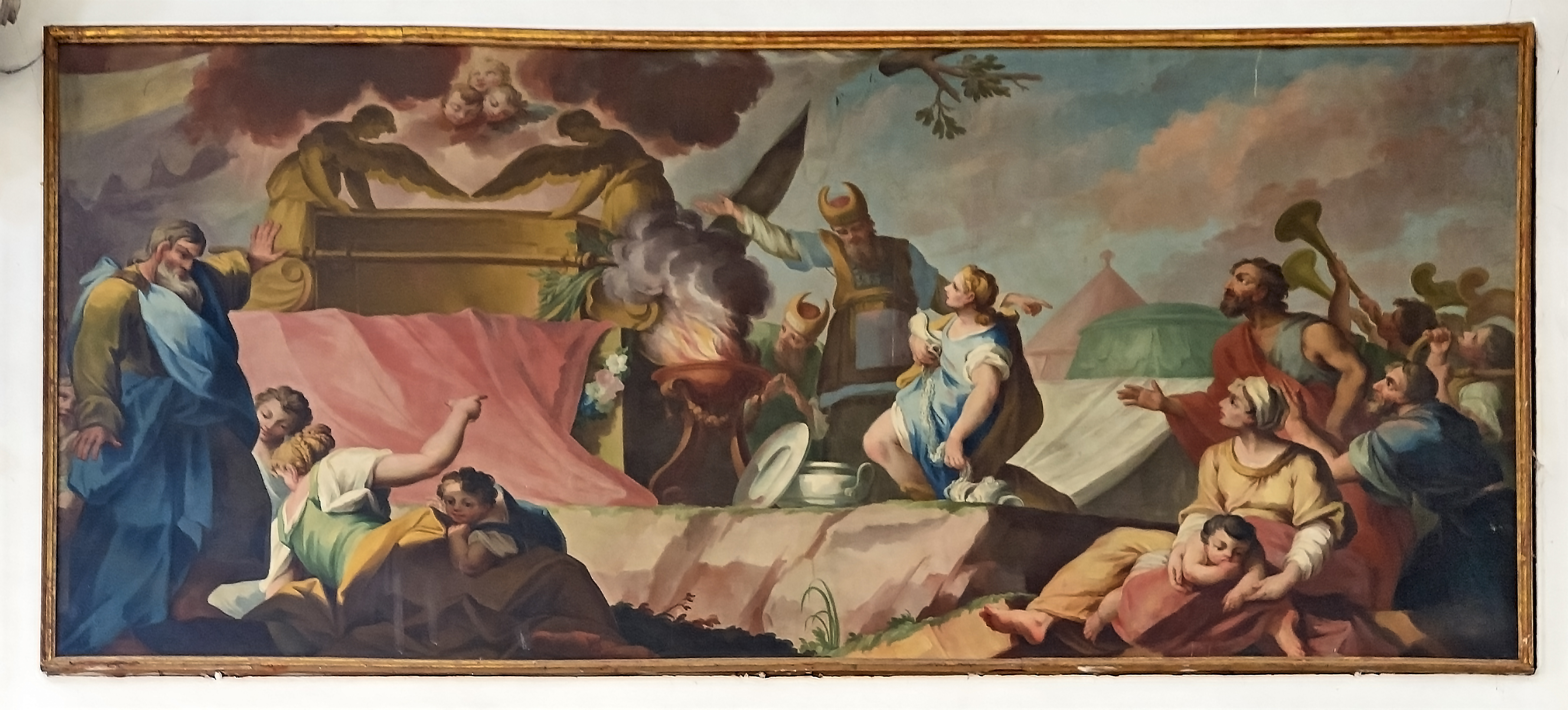
La remise des tables de la Loi.
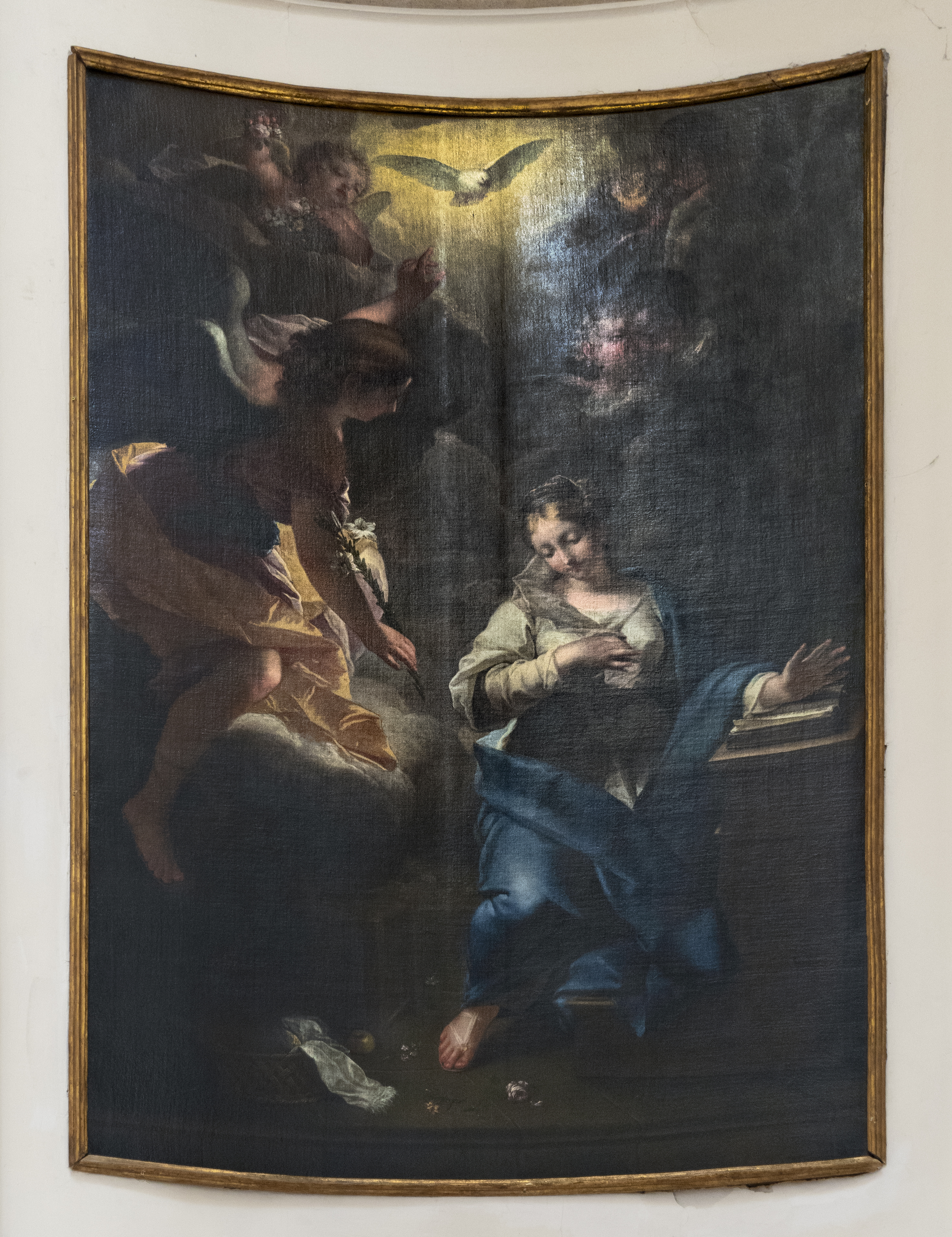
L’Annonciation par Jean Raoux.
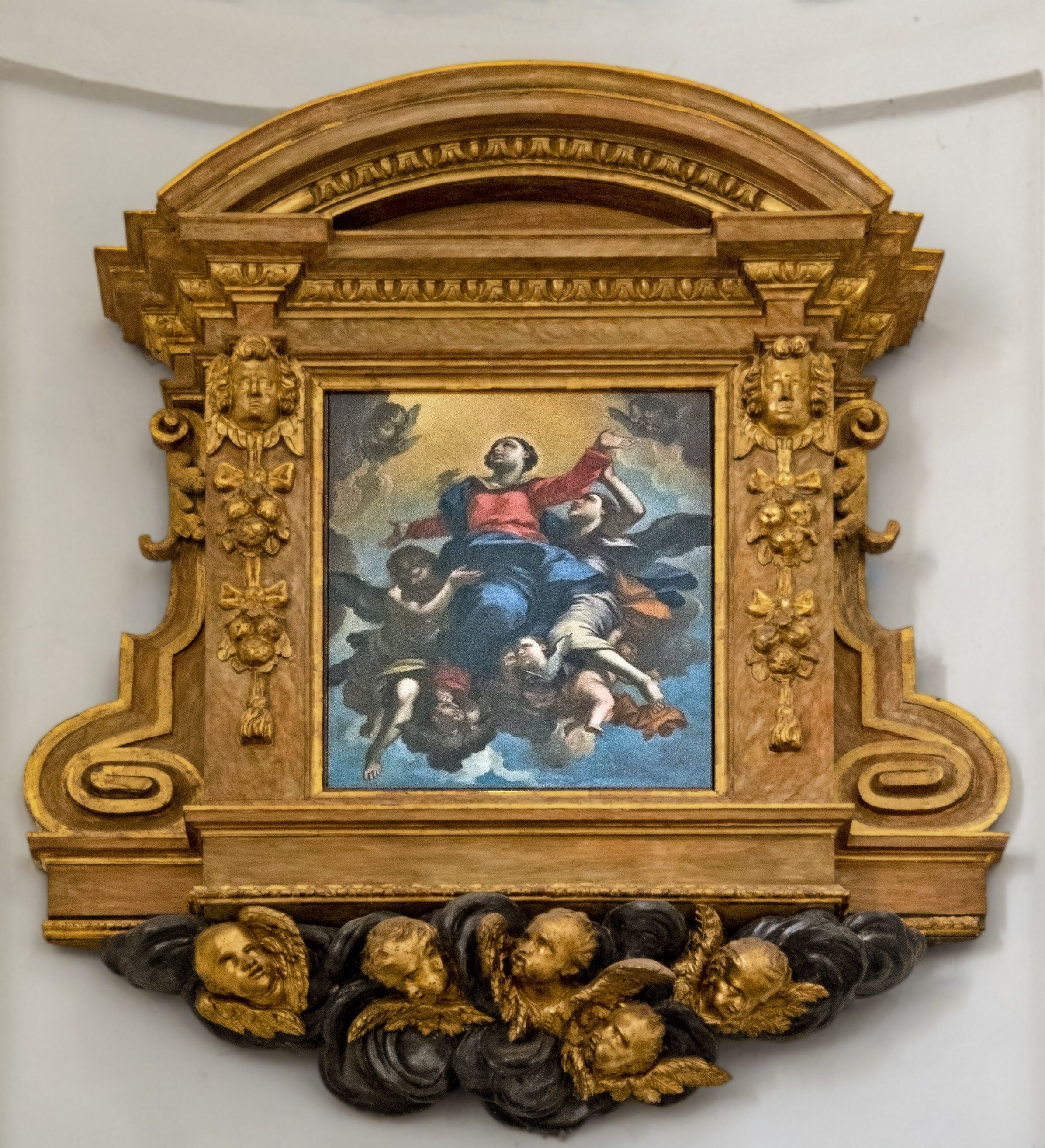
L’Assomption par Francesco Zanella.
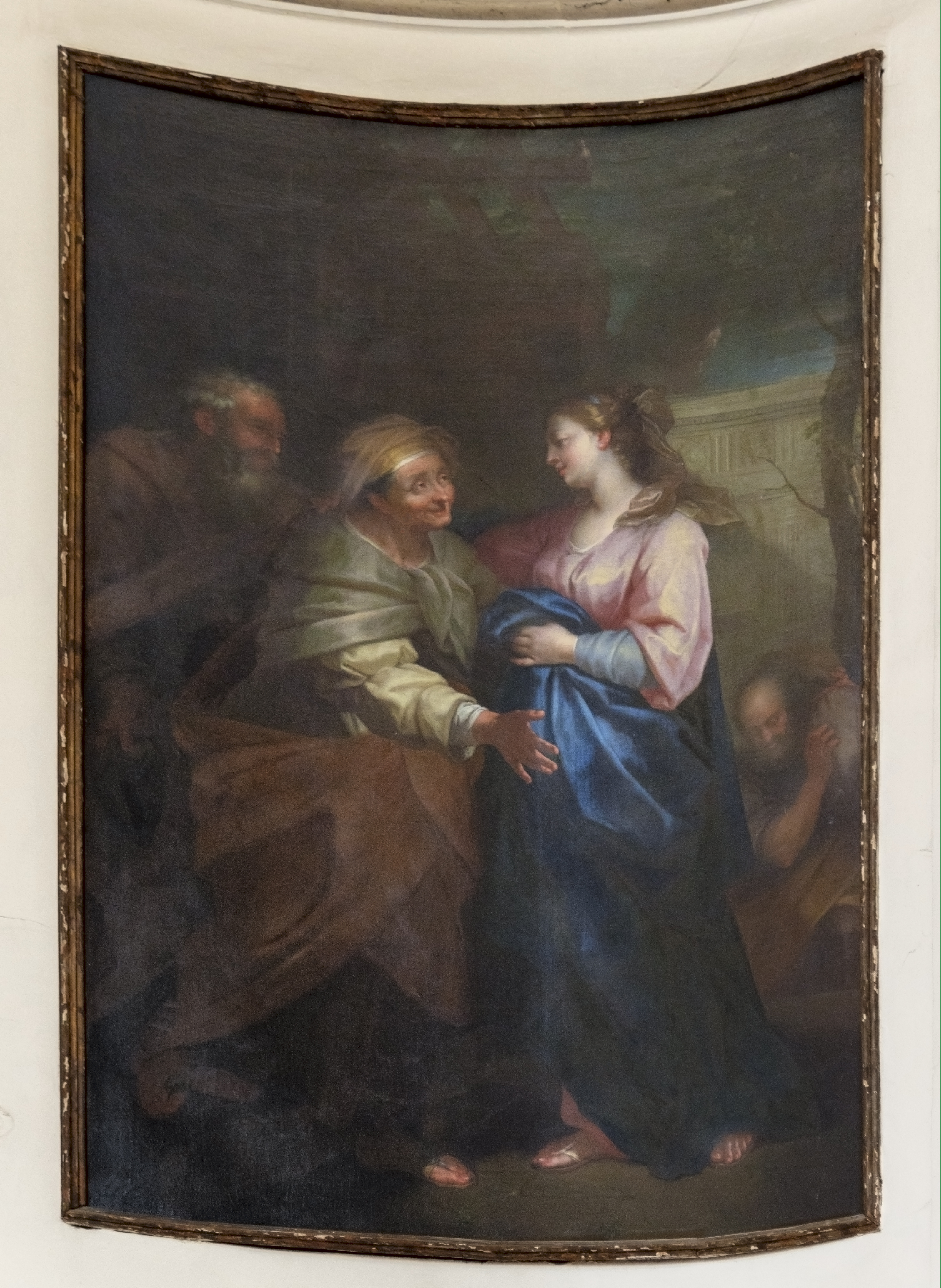
La Visitation par Jean Raoux.
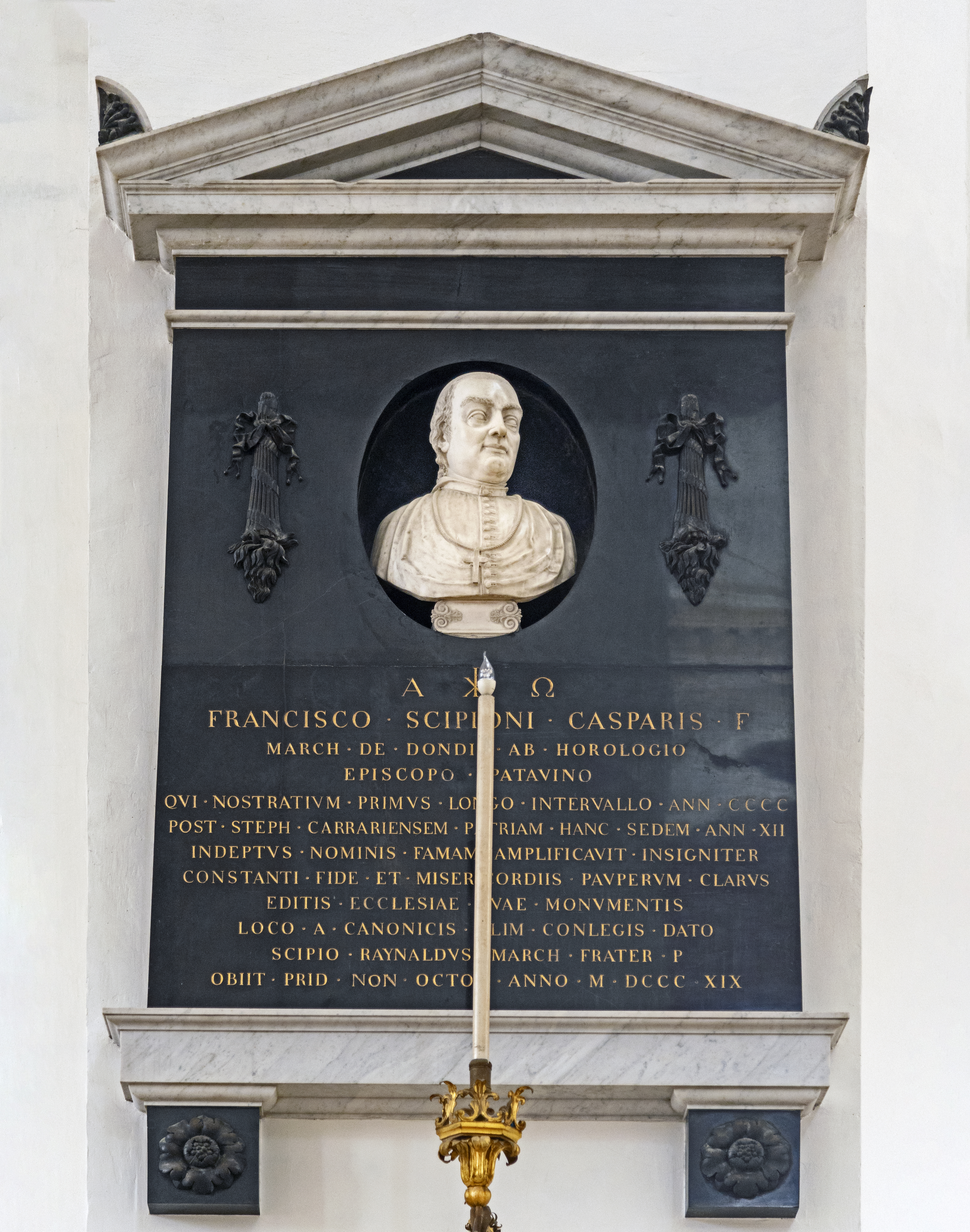
Monument de l’évêque Francesco Scipione Dondi dall'Orologio.

#### Le chœur
Il a été adapté aux nouveaux besoins pastoraux et agrémenté de nouvelles œuvres en 1997. L'autel est une œuvre de Daniele Danieletti, réalisée au XVIIIe siècle. Sur les deux murs latéraux, il y a deux grands orgues construits par Antonio Callido (1762-1841), conçus par Daniele Danieletti, de 1791 avec des statues représentant la justice, la foi, la prudence et la pureté de Luigi Verona, un artiste de Padoue.
Le baldaquin du maître autel est l’ œuvre du sculpteur padouan Cesare Bovo, contenant la toile représentant Dieu le père en gloire de Francesco Zanella, datant du XVIe siècle. Sur le mur de gauche, il y a le monument en marbre de Carrare avec deux bustes du pape Benoît XIV et de l'évêque, le cardinal Rezzonico, œuvre de Giovanni Maria Morlaiter, vénitien (XVIIIe siècle). Au-dessus, une toile avec les saints patrons de Padoue peut être datée du début du XIXe siècle. Plus haut, la Nativité de Jésus d’Antonio Balestra, peintre véronais du XVIIIe siècle, et le grand chœur avec trente-cinq stalles en noyer sculpté du XVIIIe siècle de Francesco Parodi, restaurées en 1997.
Les orgues
Initialement les deux orgues du chœur sont de  Gaetano Callido (1790), ils ont gardé leur aspect d'origine mais la partie instrumentale a été souvent modifiée : par Domenico Malvestio, puis par la compagnie Tamburini (opus 400) en 1958. La dernière restauration date de 2001 par l'entreprise Zanin.

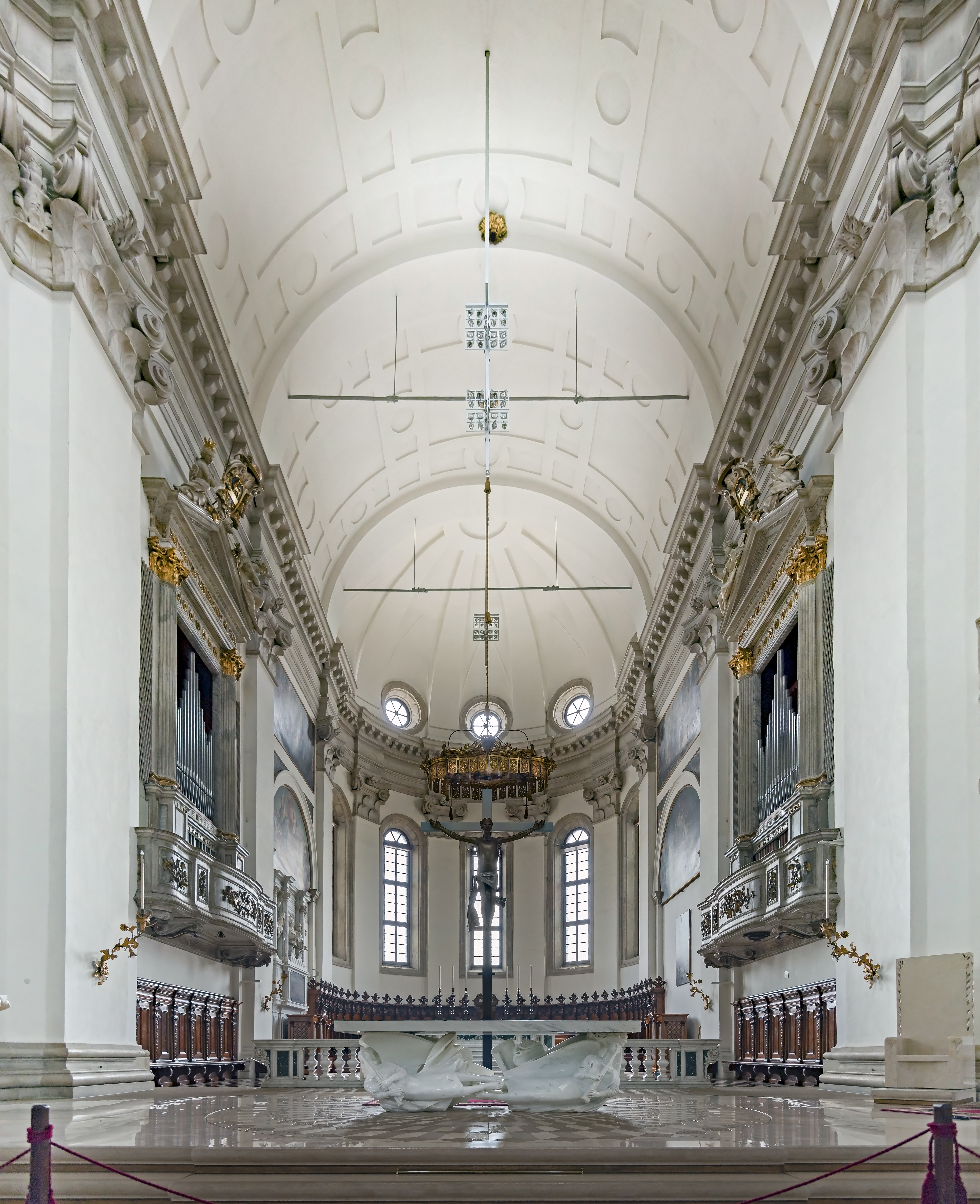
Vue du chœur.
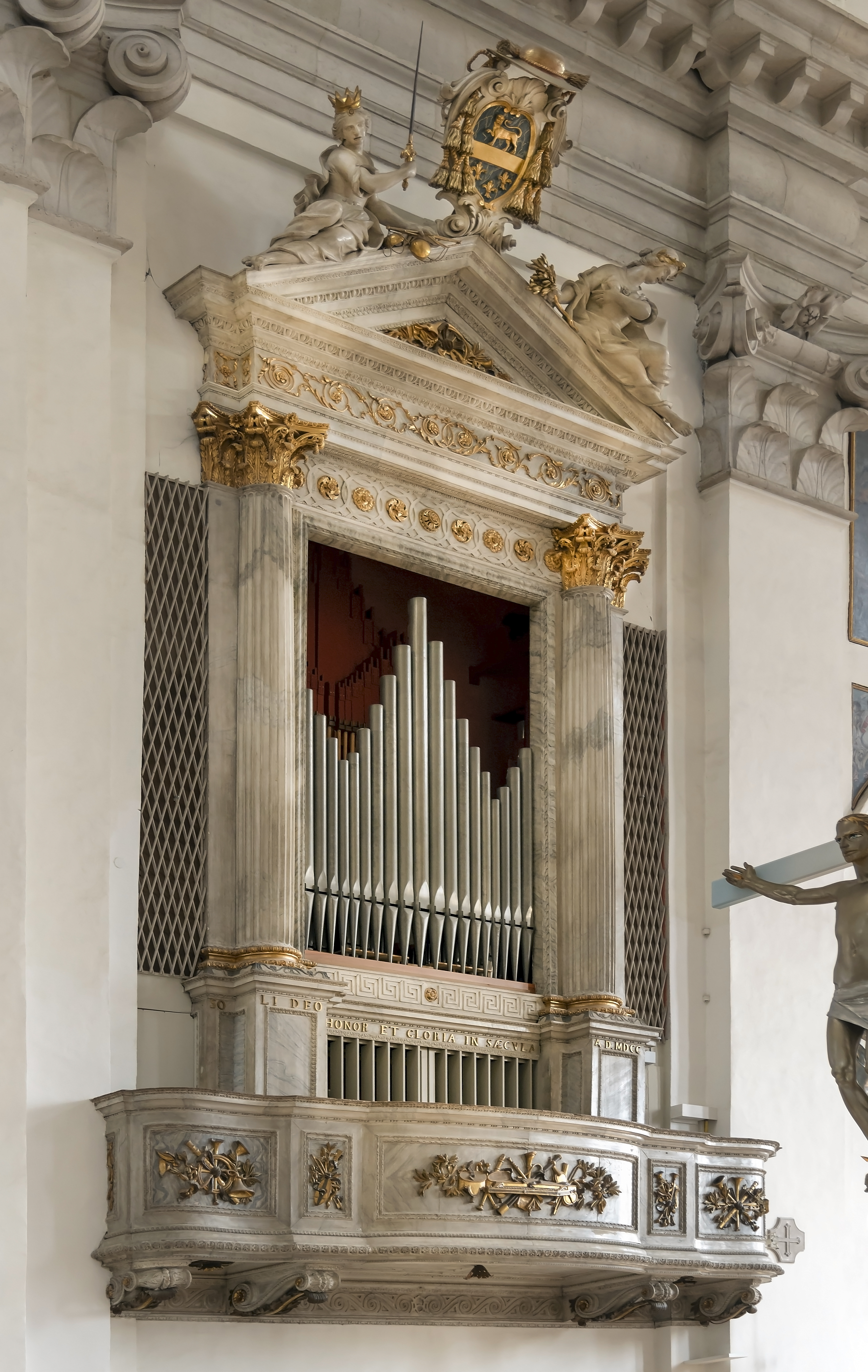
L'orgue de gauche.
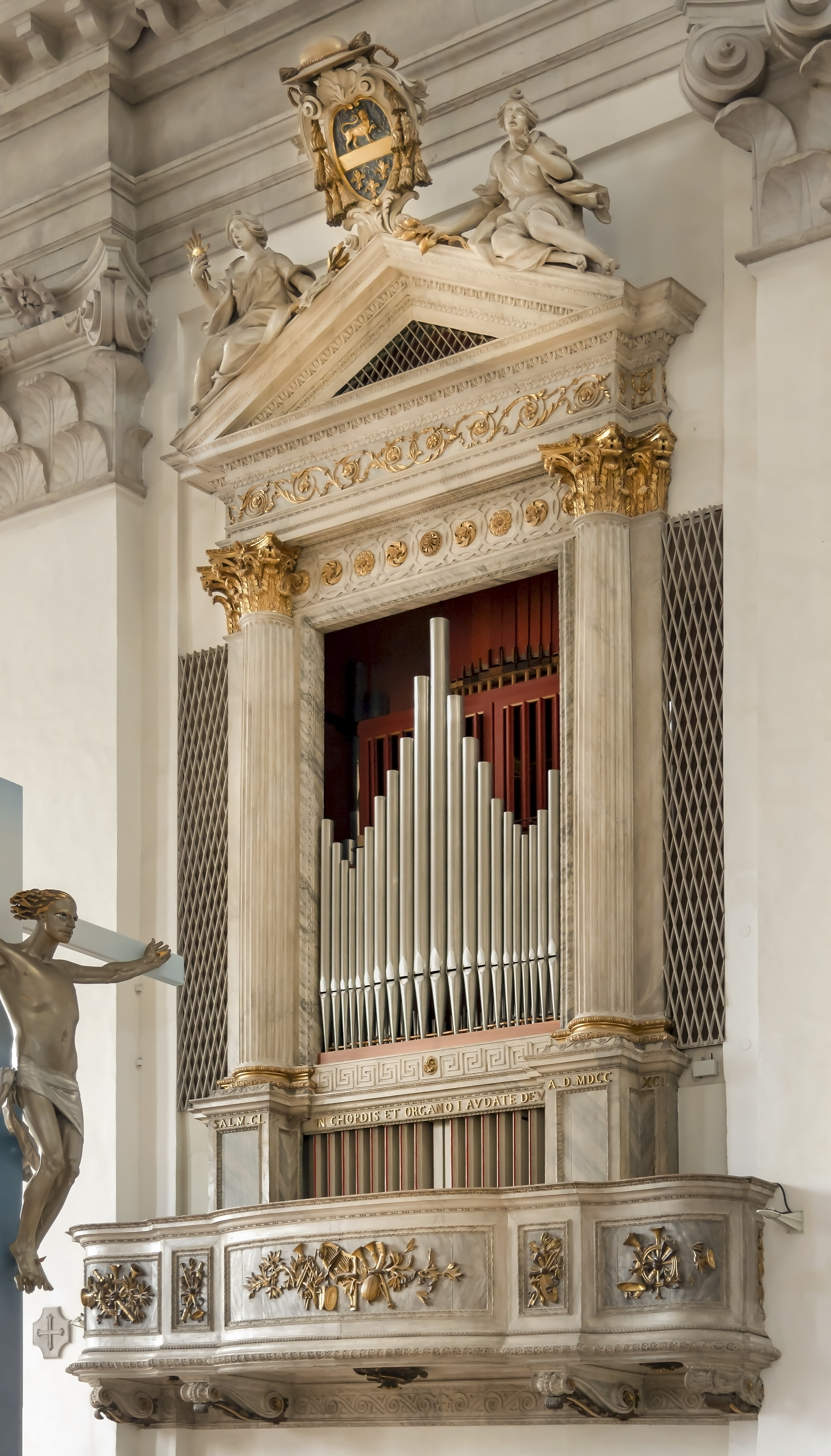
L'orgue de droite.

#### Le bras droit du transept

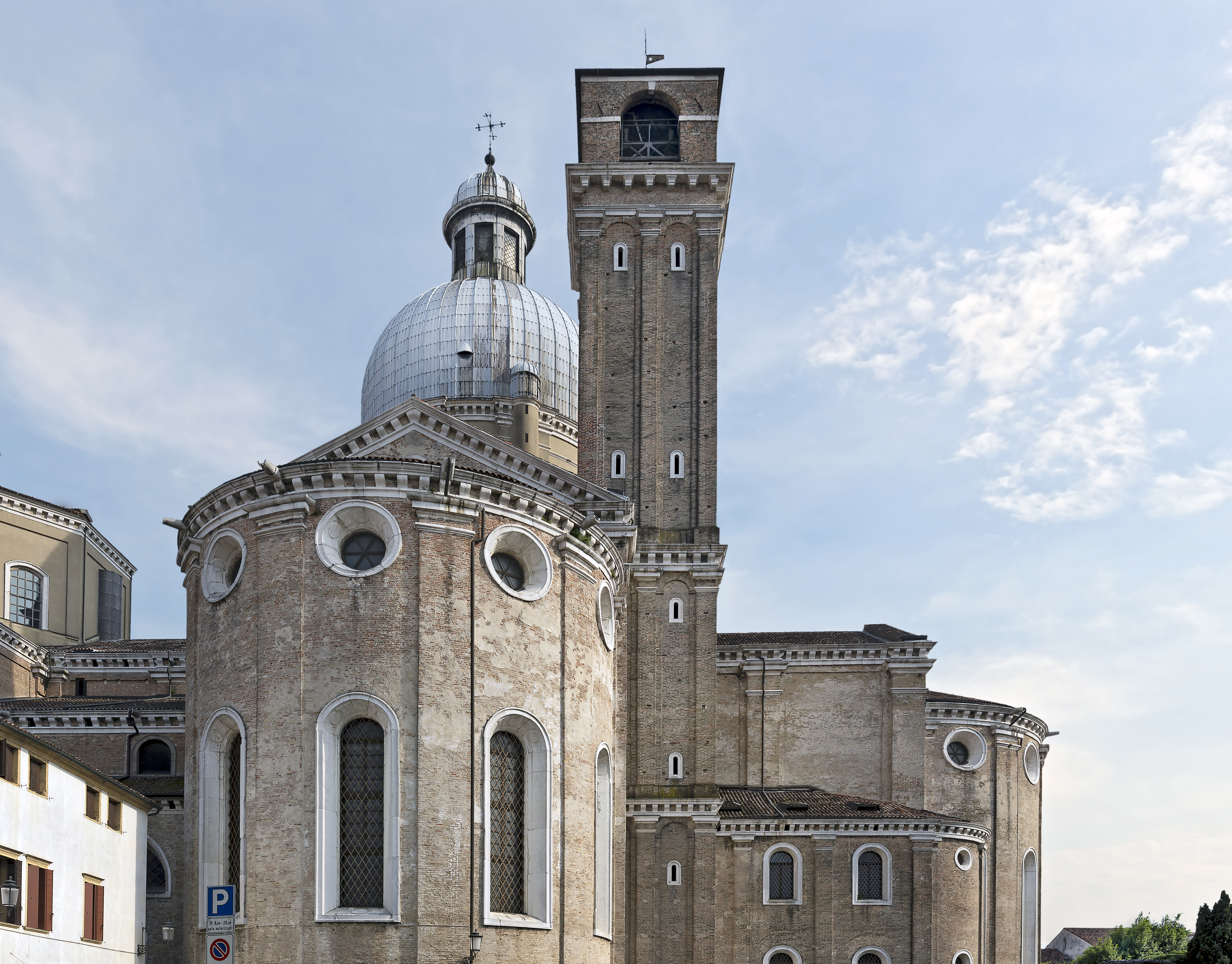
L'abside et le clocher.

Le Bras droit du transept est marqué à l’entrée par le monument du Cardial Pietro Valier. Dans l'atrium du sacrement des Prebendati, des tableaux du dix-septième siècle représentant la naissance du Christ d'un auteur inconnu, enrichi d'un cadre baroque exubérant; Le mariage de la Vierge de Francesco Minorello et Martyre  d'Andrea Vicentino. À la partie haute L'adoration des mages par Francesco Zanella, et à droite au dessus du monument de Francesco Zabarella un tableau de Gregorio Lazzarini: Le couronnement de la Vierge.
La chapelle de Notre-Dame des Miracles
Du côté gauche de la chapelle le monument gothique sépulcral du cardinal Francesco Zabarella (1360-1417), évêque de Florence et professeur de droit canonique à l'Université de Padoue. Le monument est complété au sommet par un arcosolium ogival surmonté de cinq statues avec la Vierge à l'Enfant et quatre saints, peut-être de Rinaldino da Francia (1397) et décoré de fresques, avec l'Annonciation. Sous l'arcosolium, une toile représentant la crucifixion de Luca Ferrari de Reggio. Dans l'abside du transept, un grand autel baroque qui supporte l'image de la Madone et de l'Enfant à la détrempe, une tradition ancestrale veut qu'elle est appartenu à Petrarca et qu'il a lui-même considérée comme peinte par Giotto et donnée à Francesco il Vecchio da Carrara. Ancienne propriété d'Antonia Zabarella, elle aurait été donnée par elle-même à la cathédrale. De nos jours la toile est considérée comme une œuvre exécutée à différentes époques et par différents artistes: la Vierge à l'Enfant byzantine a peut-être été exécutée par un vénitien du XIIIe siècle et le contexte architectural est attribué à un artiste du tournant du XIVe siècle.
La chapelle accueille l'orgue de chœur fabriqué en 1999 par la Société Zanin.
De part et d'autre de l'autel deux statues de marbre représentant, St. Pierre et St. Paul par le sculpteur suisse Bernardo Falconi.

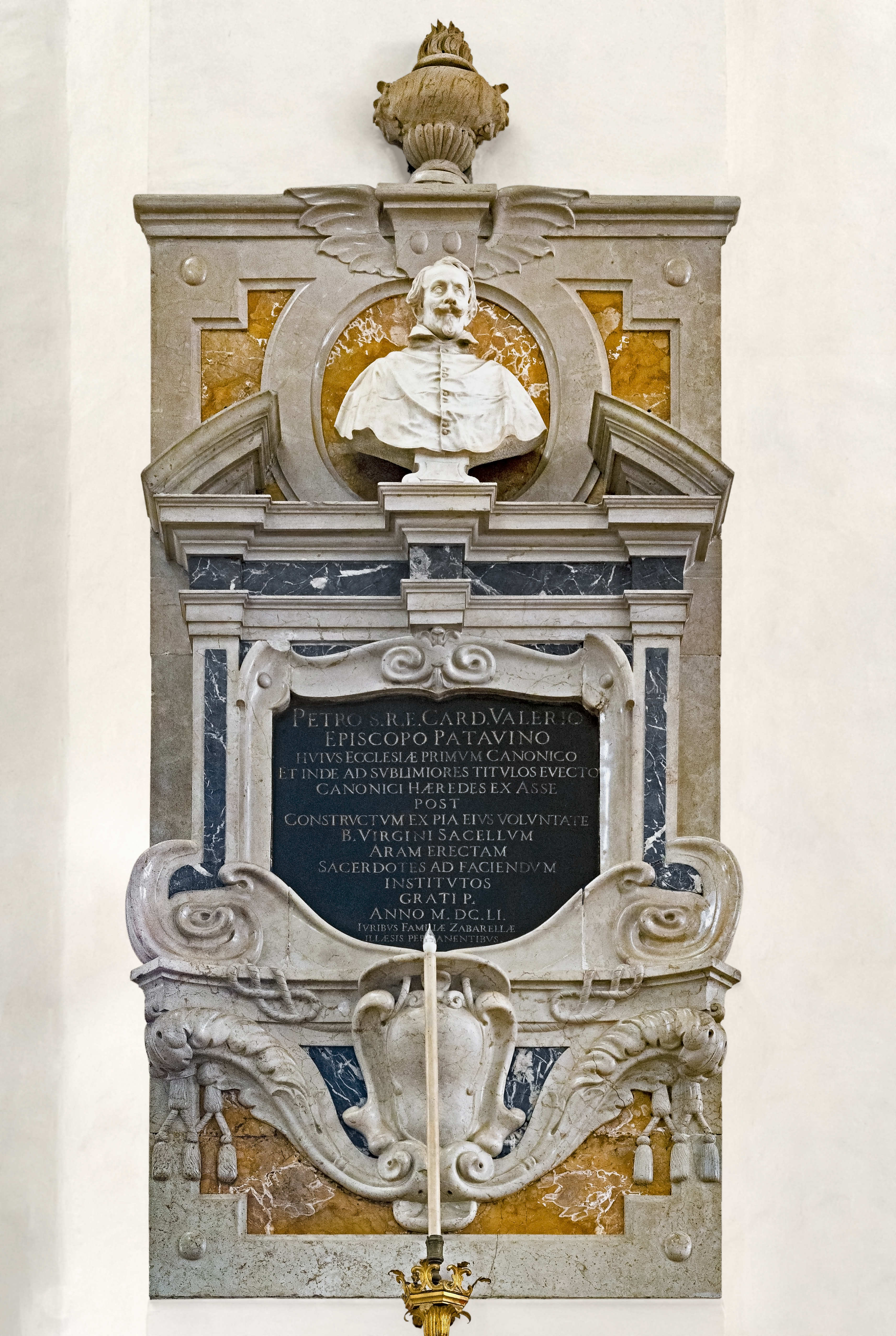
Monument au cardinal Pietro Valier.
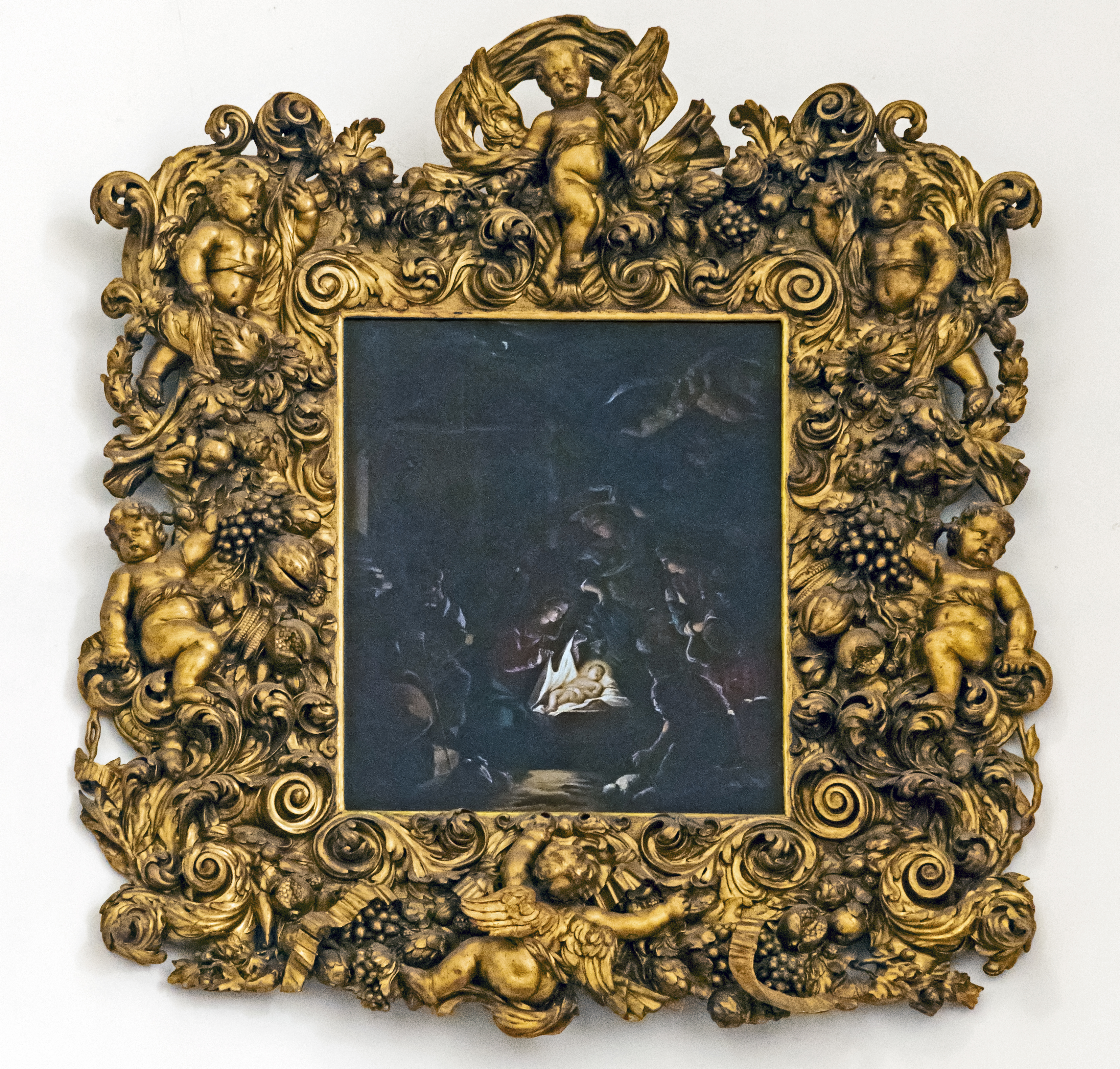
Bras droit du transept - La Naissance du Christ, anonyme.
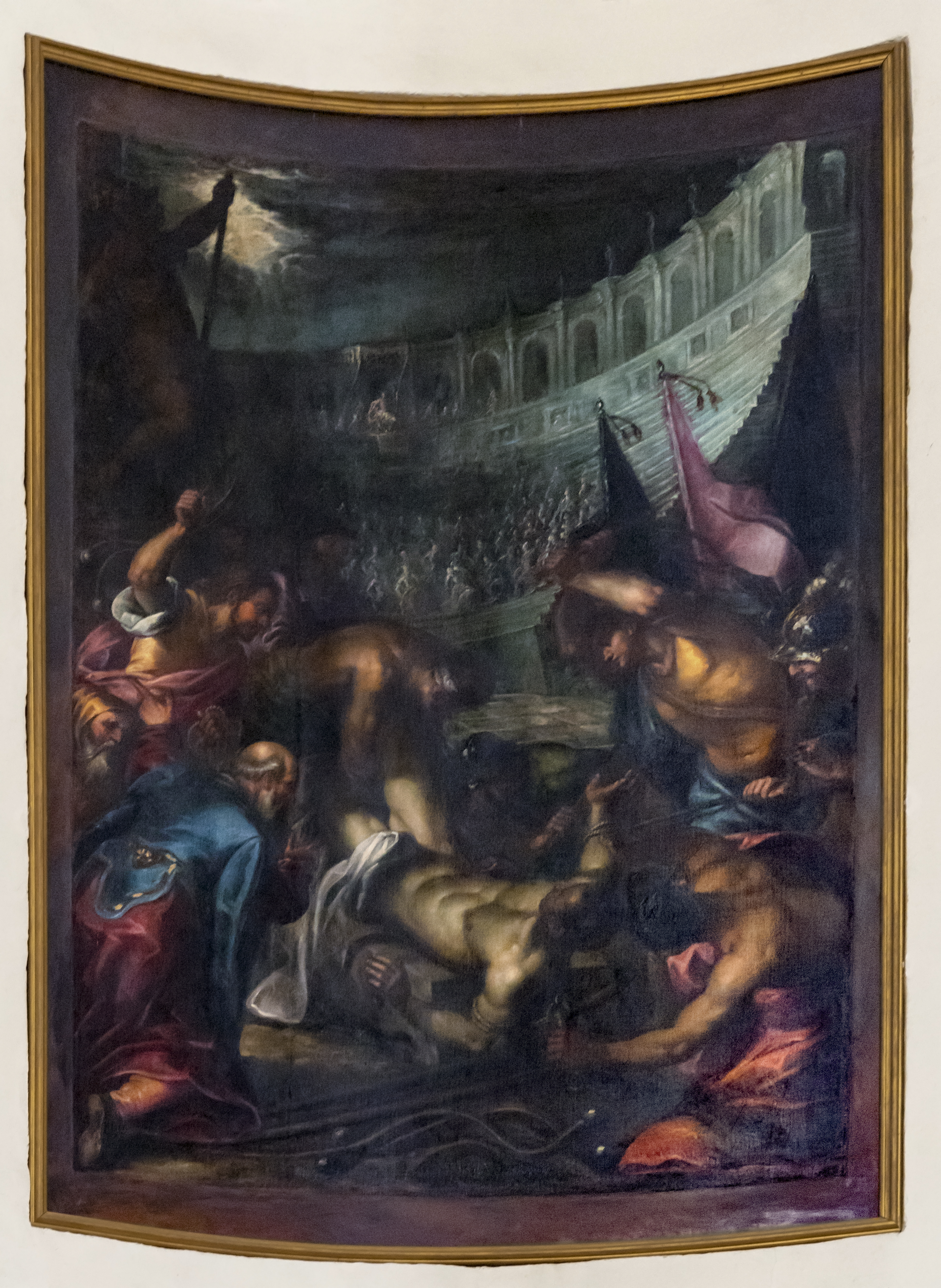
Bras droit du transept - Martyr par Andrea Vicentino.
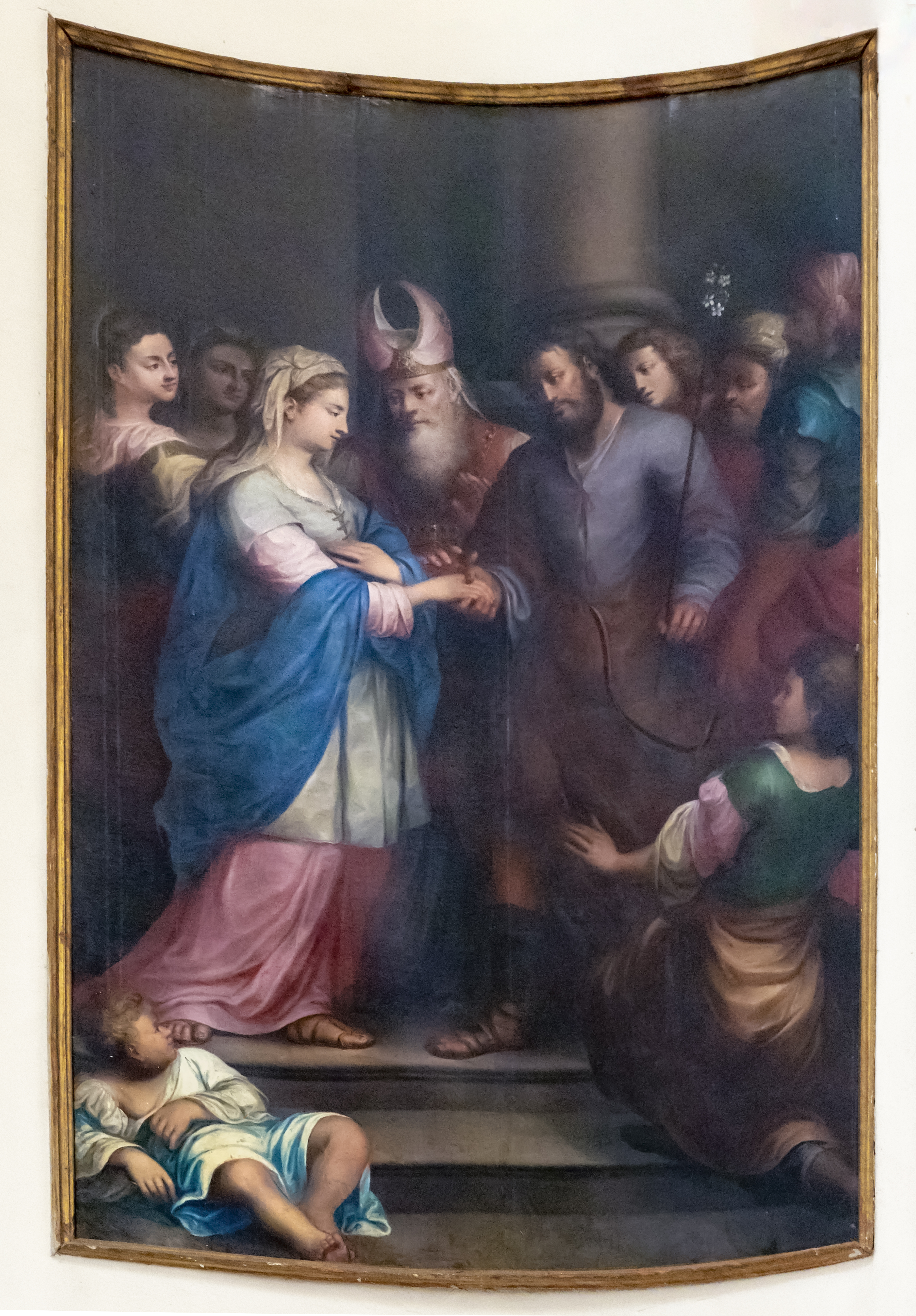
Le Mariage de la Vierge par Francesco Minorello.
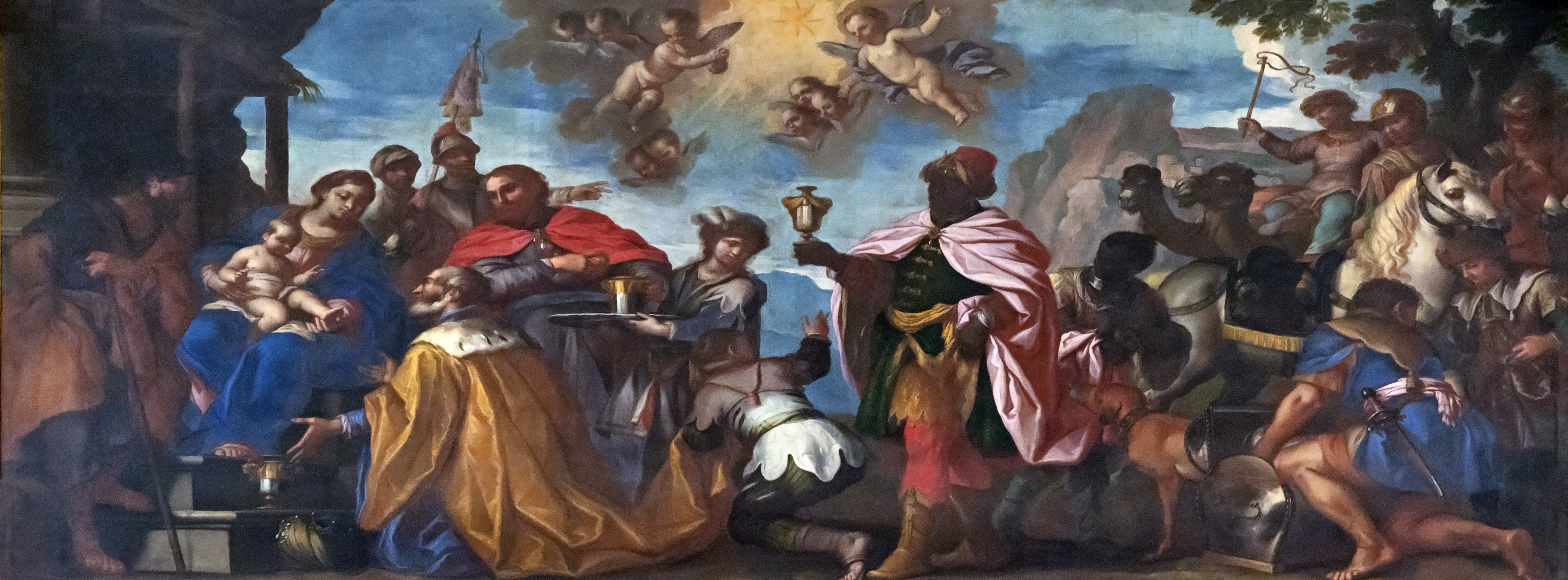
L'Adoration des Mages par Francesco Zanella.
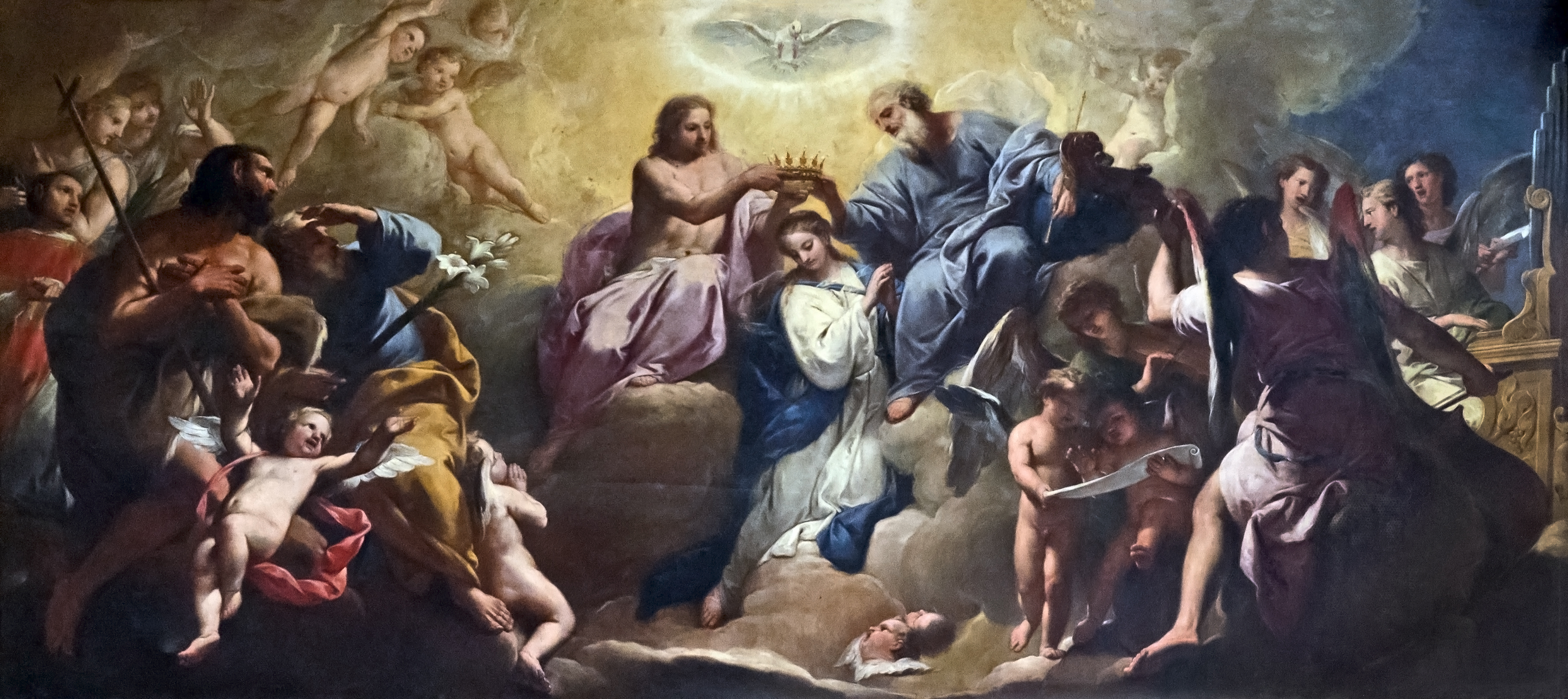
Le Couronnement de la Vierge par Gregorio Lazzarini.
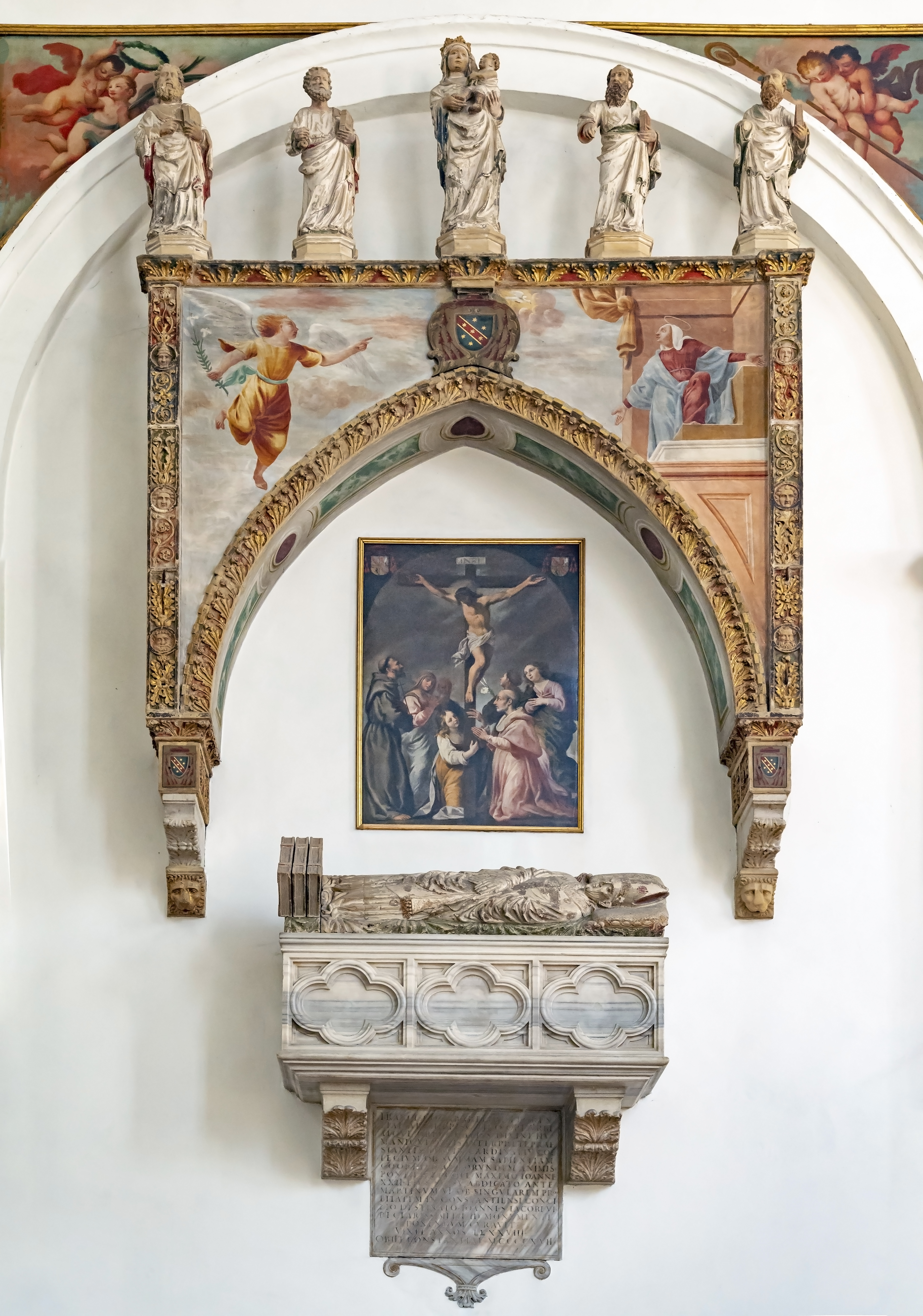
Monument du Cardinal Francesco Zabarella.
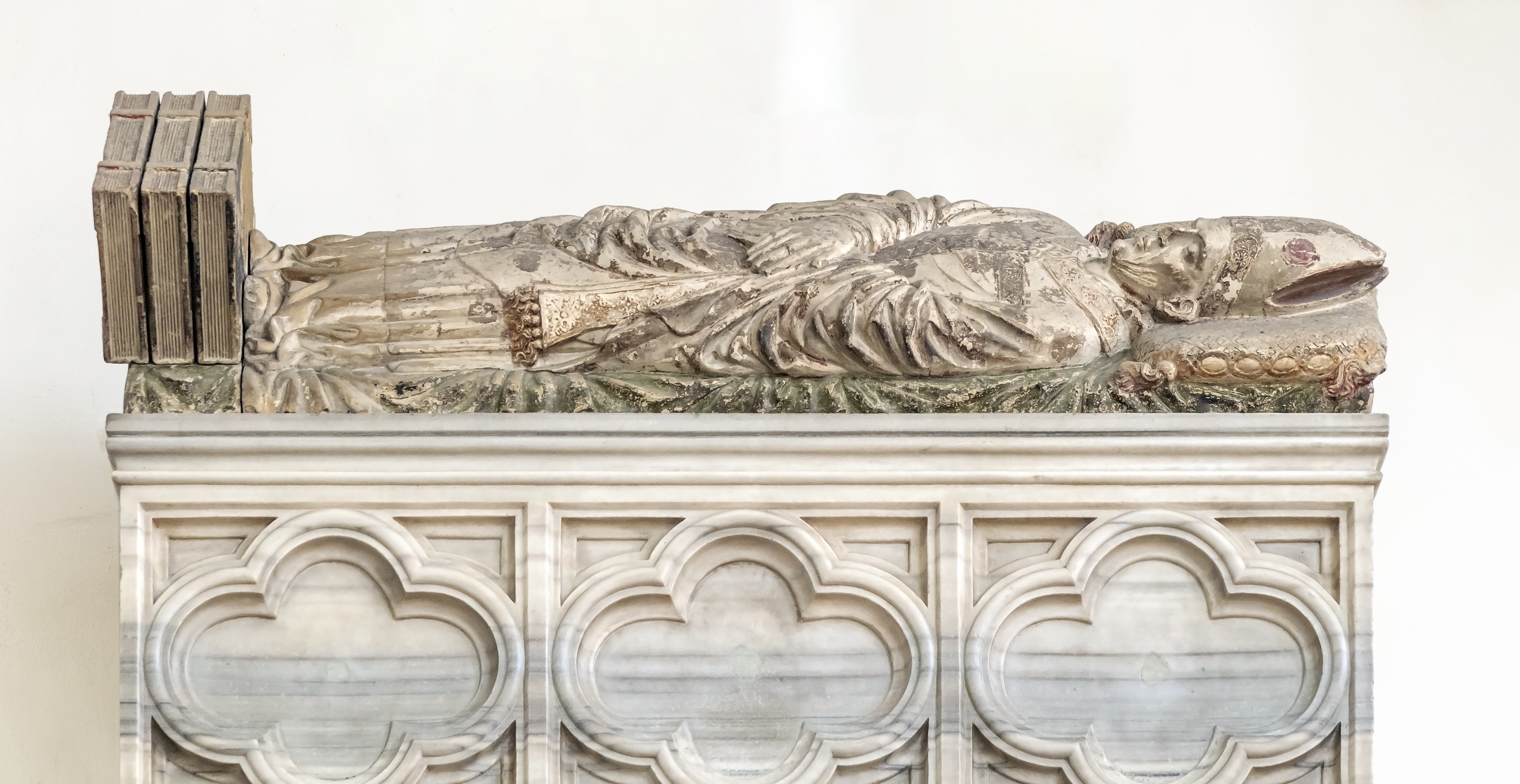
Gisant du Cardinal Francesco Zabarella.
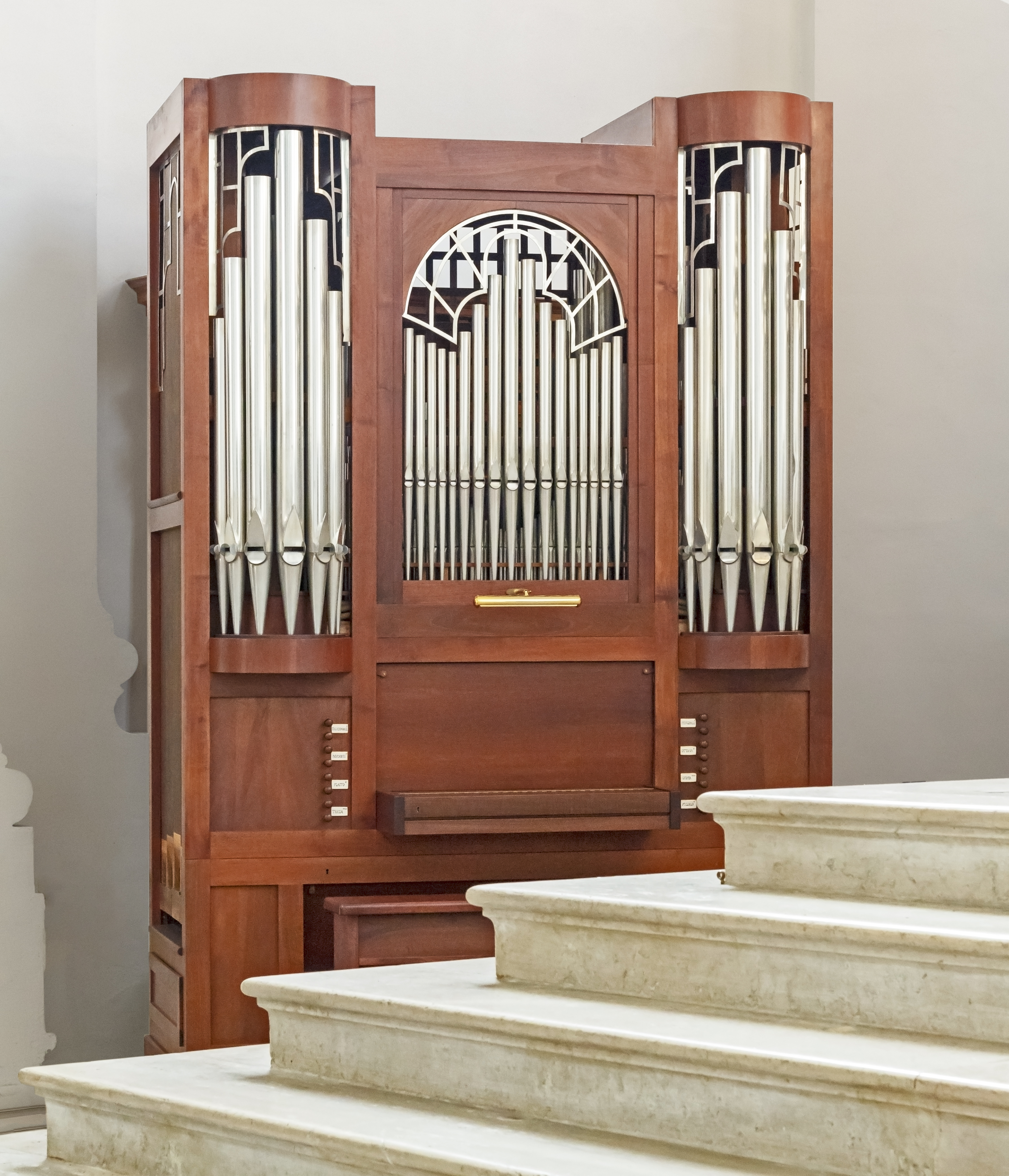
L'orgue de chœur.
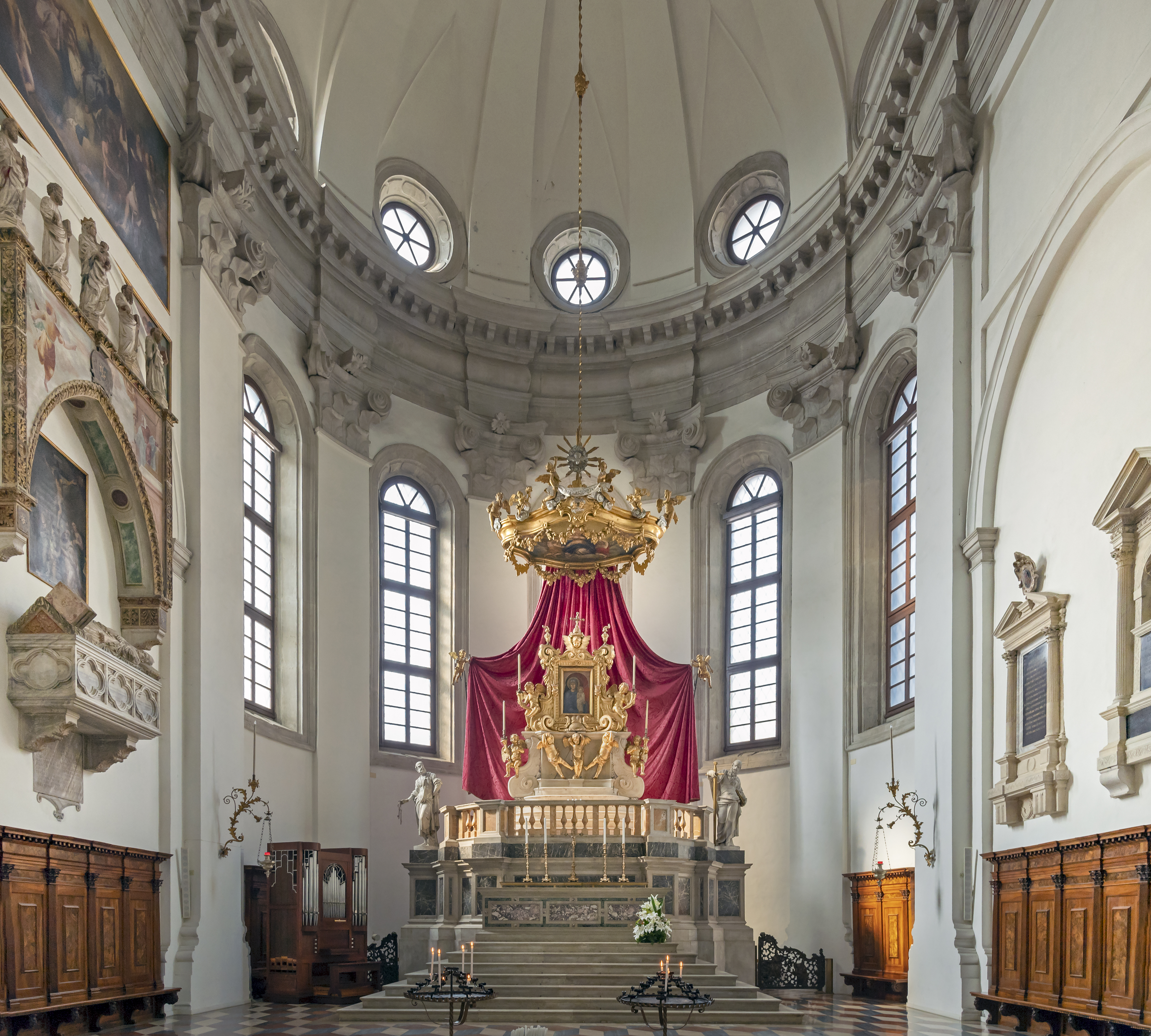
La chapelle de Notre-Dame des Miracles.
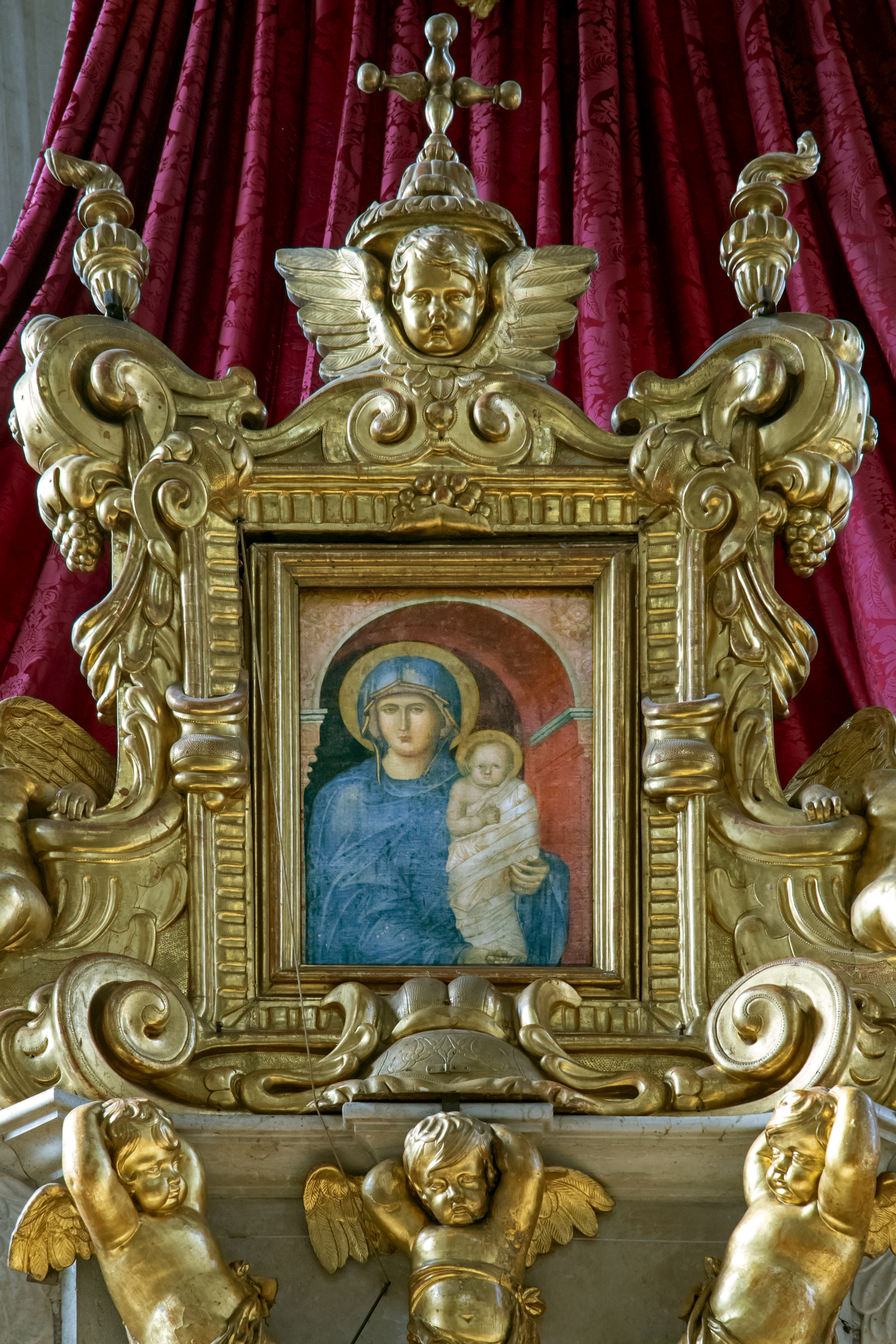
Icone de la Madone des Miracles.
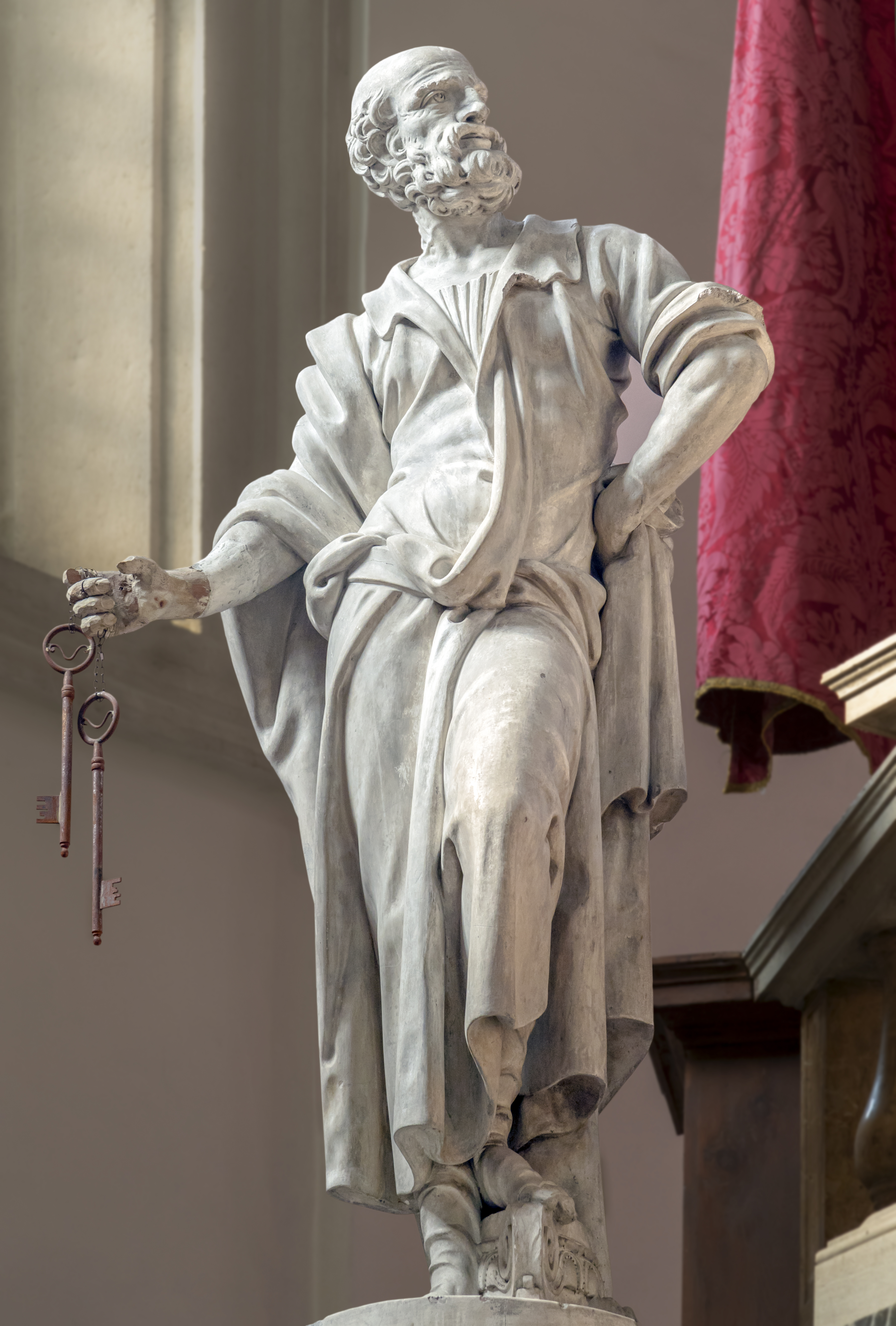
Saint Pierre par Bernardo Falconi.
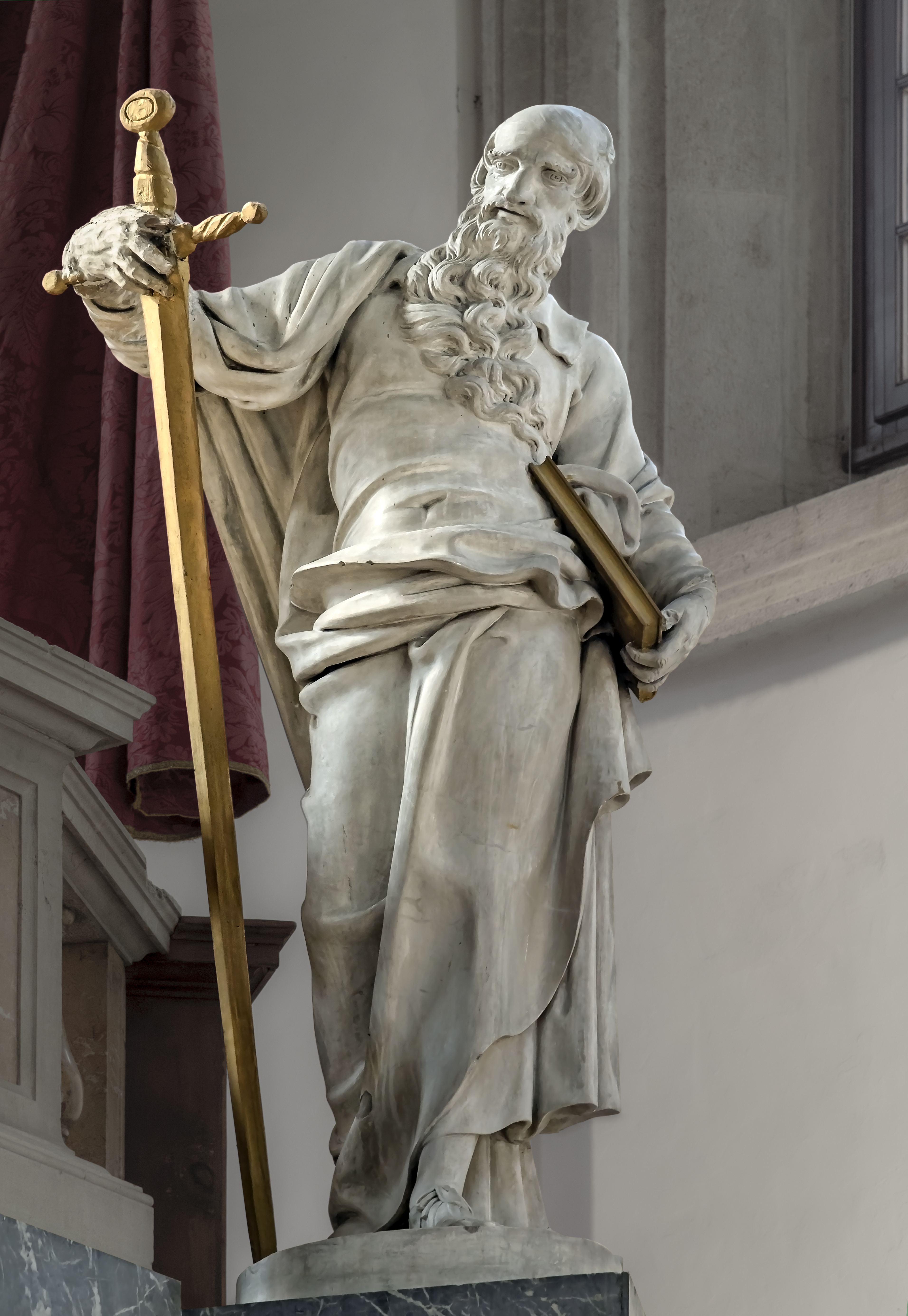
Saint Paul par Bernardo Falconi.

#### Partie droite de la nef et chapelles
Le bénitier
Il est orné d'une statue représentant l'assomption par Antonio Bonazza.
La première chapelle de St Pie X
Elle s'ouvre sur le bas-côté droit, à partir de l'entrée, avec un autel donné en 1760 par la fraglia des cordonniers, abrite un retable de Dionisio Gardini représentant Saint Pie X (séminariste à Padoue). À l'origine, Giambattista Mingardi avait fait un tableau illustrant le martyre des saints Crépin et Crépinien, protecteurs des cordonniers.
Dans la deuxième chapelle de Saint-Laurent
Sur l'autel, un retable représentant le martyre de saint Laurent, d'Alessandro Galvano.
Troisième chapelle de San Lorenzo Giustiniani,
L'autel, a été commandée par Mgr Nicolò Antonio Giustiniani en l'honneur de son saint ancêtre. La statue du Saint, deux anges et de petits bustes des saints de Padoue son de Felice Chiereghin, et datent de 1788. La toile du retable la Vierge trônant parmi les saints est attribuée à Alessandro Varotari "le Padovanino"  XVIIe siècle. L'évêque Antonio Giustiniani est enterré dans la chapelle. Sur les murs des œuvres et les vestiges de monuments épiscopaux-sépulcraux appartenant à la cathédrale macillienne. À partir de 1809, derrière l'autel, est cachée derrière une plaque de marbre le corps de San Leonino, évêque de Padoue, vénéré dans l'église de San Leonino à Prato della Valle.
La quatrième chapelle du Sacré Cœur ou de Saint Charles
Sur l'autel suivant, une représentation moderne du Sacré-Cœur (de R. Mulata 1936) remplaçant dans la prière San Carlo Borromeo, de Battista Bissoni, se trouvant déjà dans la basilique Antonian.
Dans l'atrium de la porte du presbytère, deux monuments de Girolamo Campagna, celui de gauche de Sperone Speroni et celui de droite de la fille Giulia Speroni.

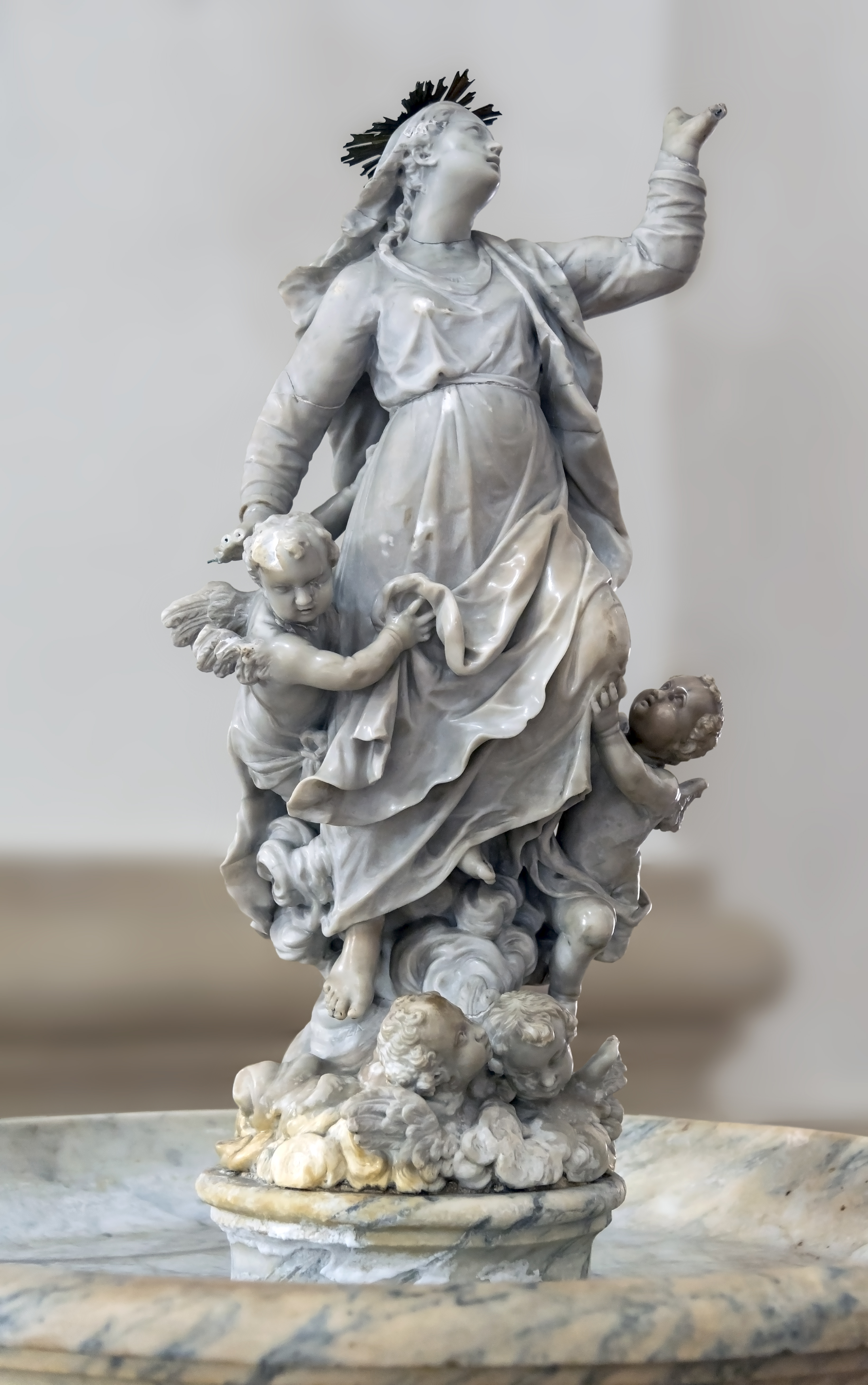
L'assomption par Antonio Bonazza.
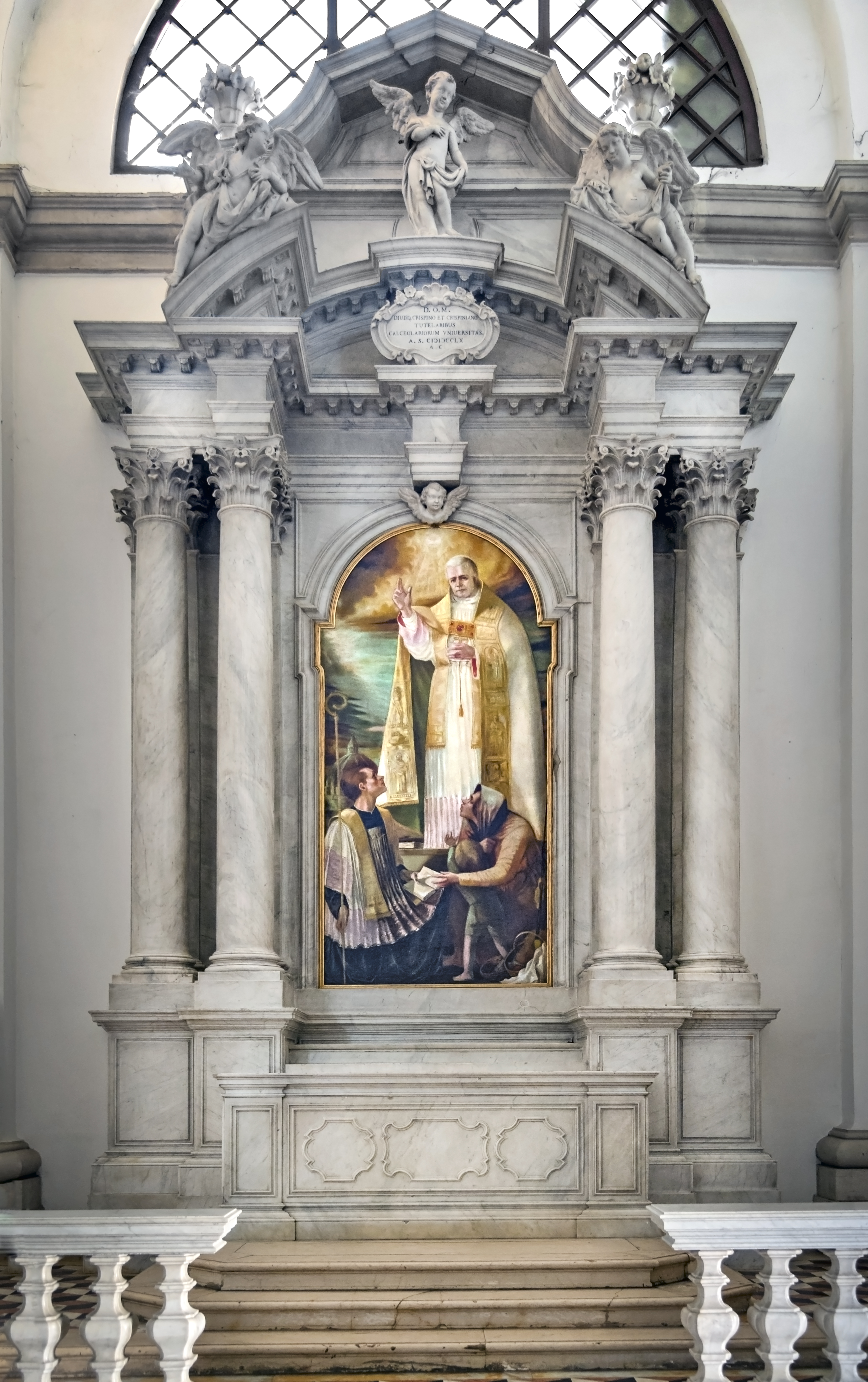
Chapelle de Saint Pie X.
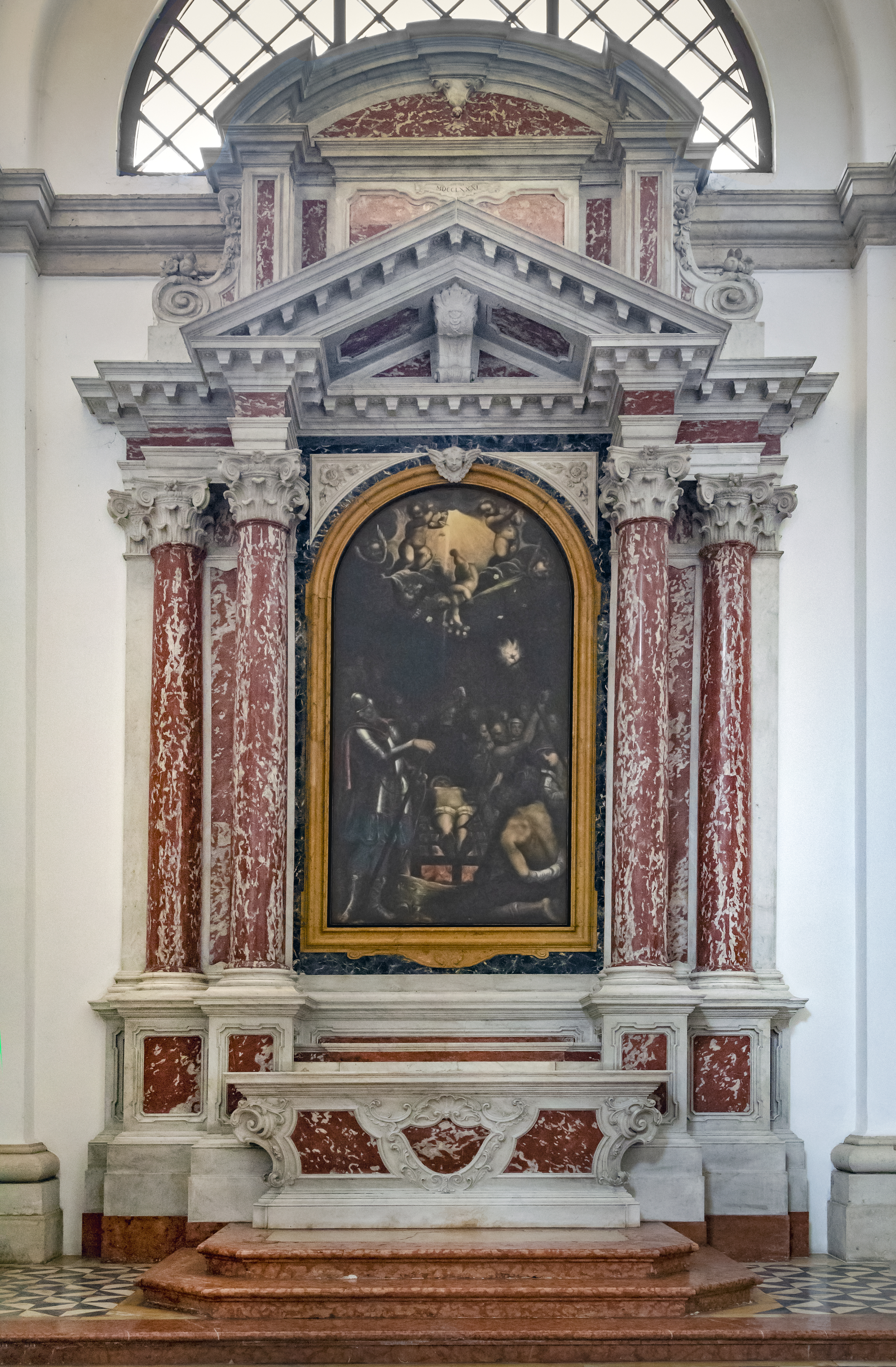
Chapelle de Saint-Laurent martyr.
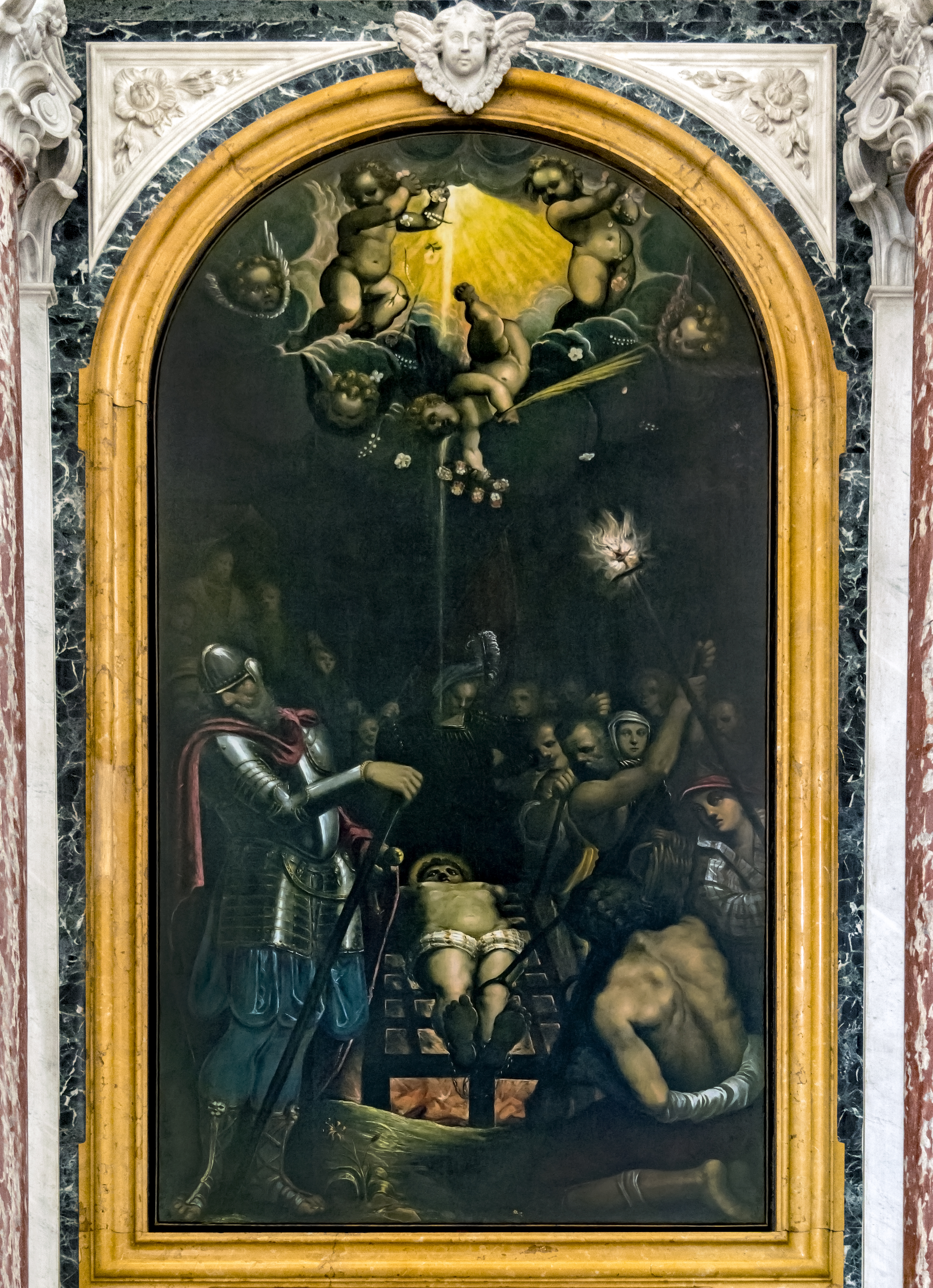
Martyre de Saint Laurent par Alessandro Galvano.
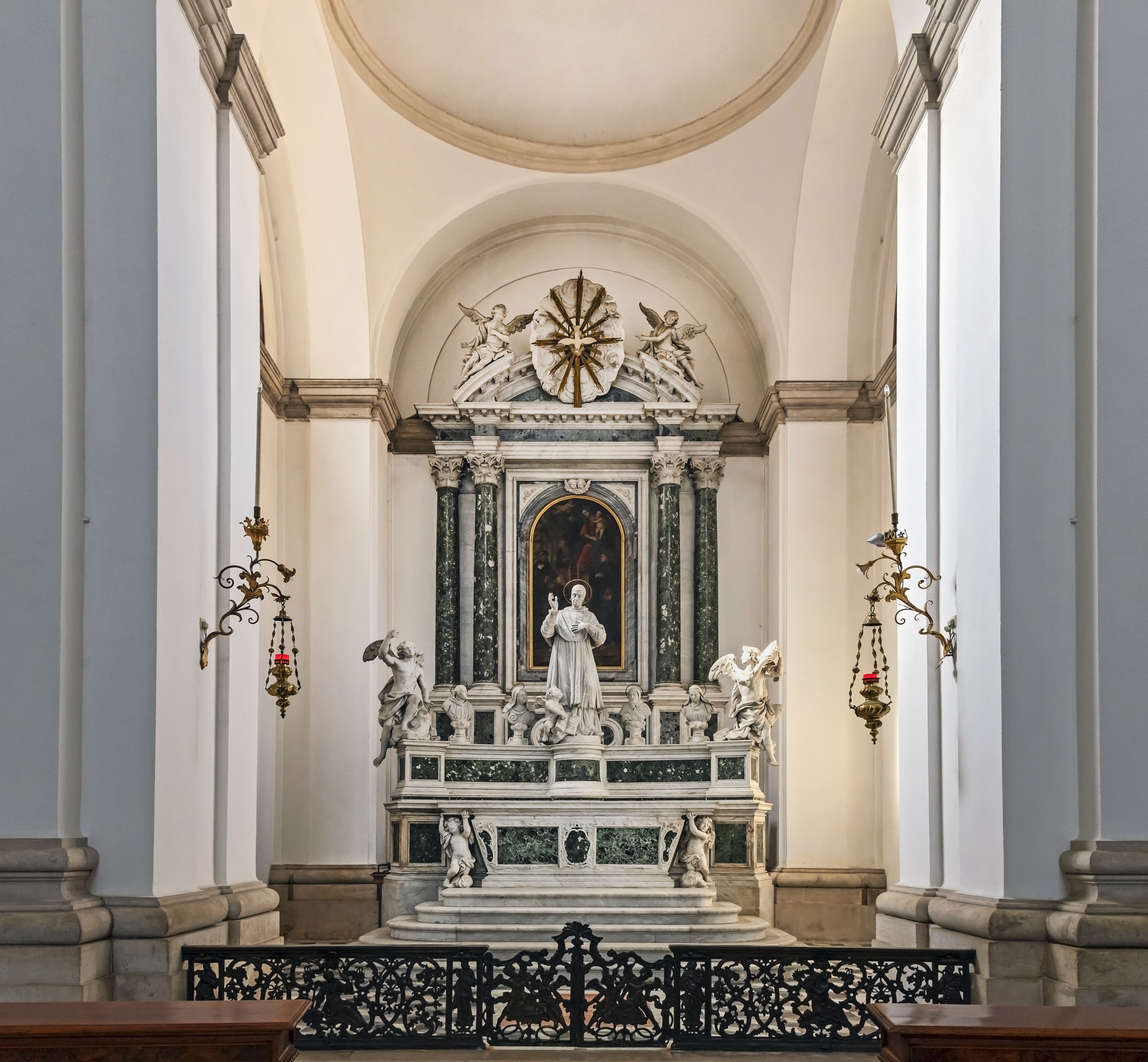
Chapelle de San Lorenzo Giustiniani.
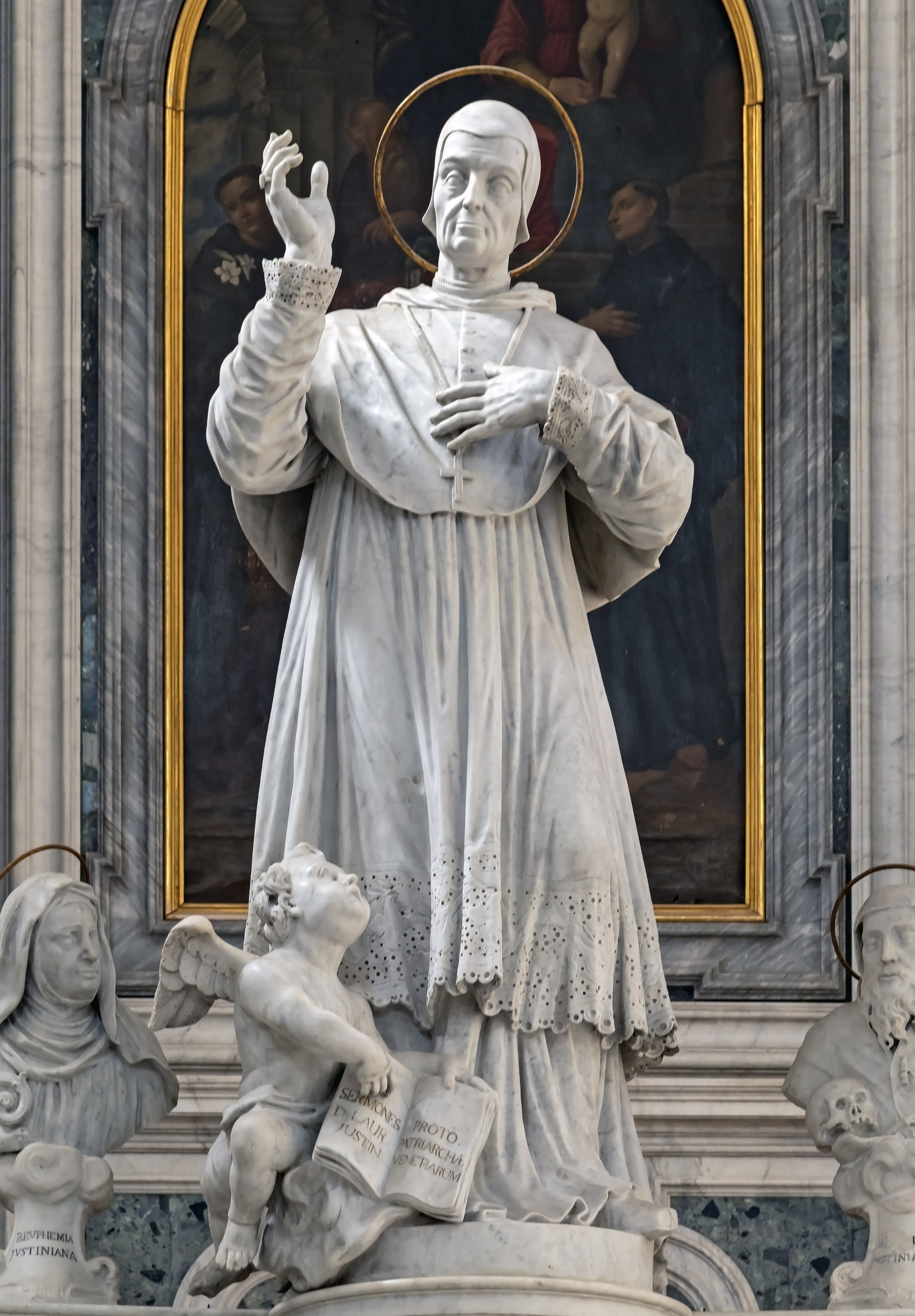
La statue de Lorenzo. Giustiniani par Felice Chiereghin.
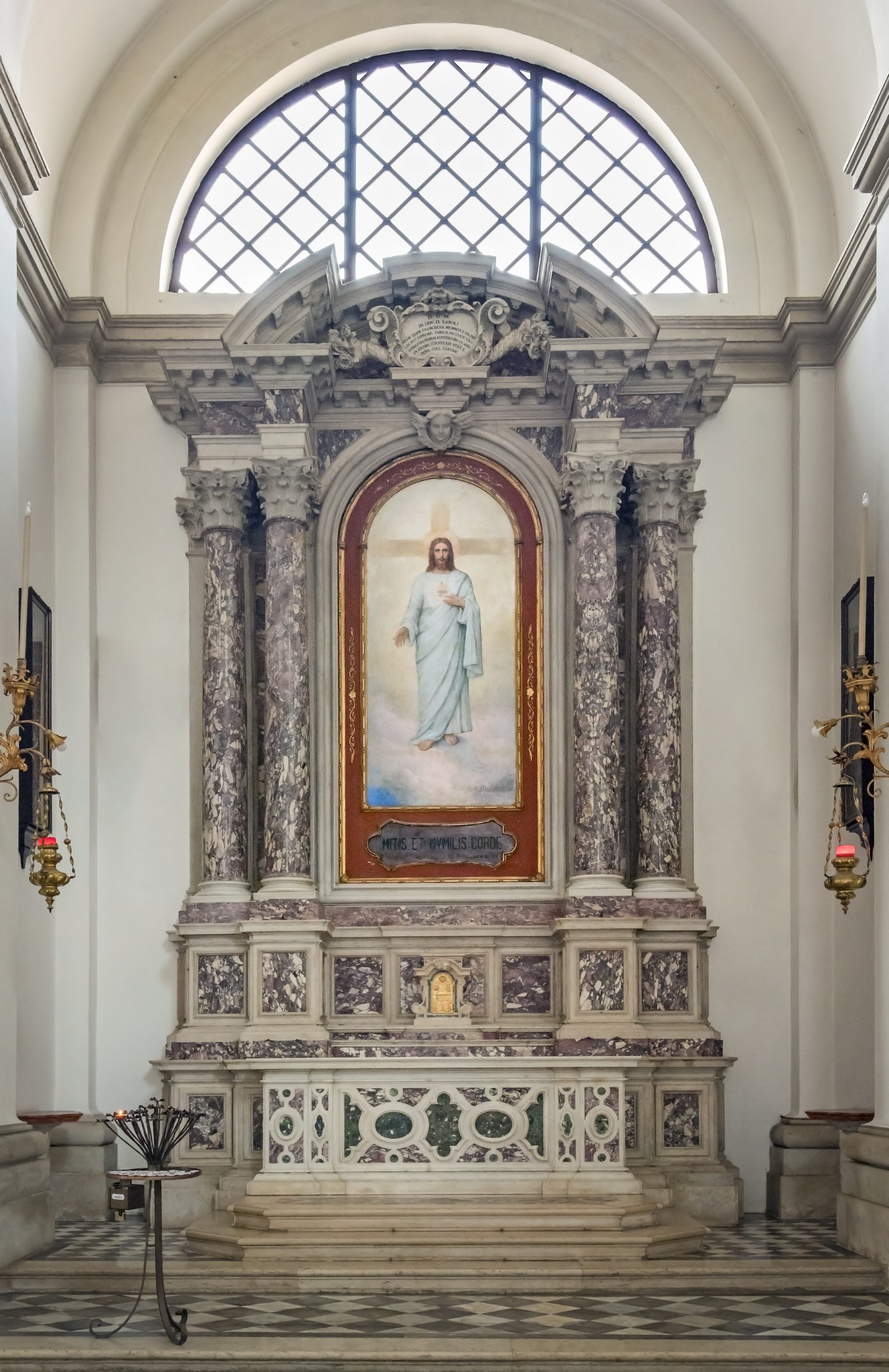
Chapelle du Sacré-Cœur.

## Le baptistère

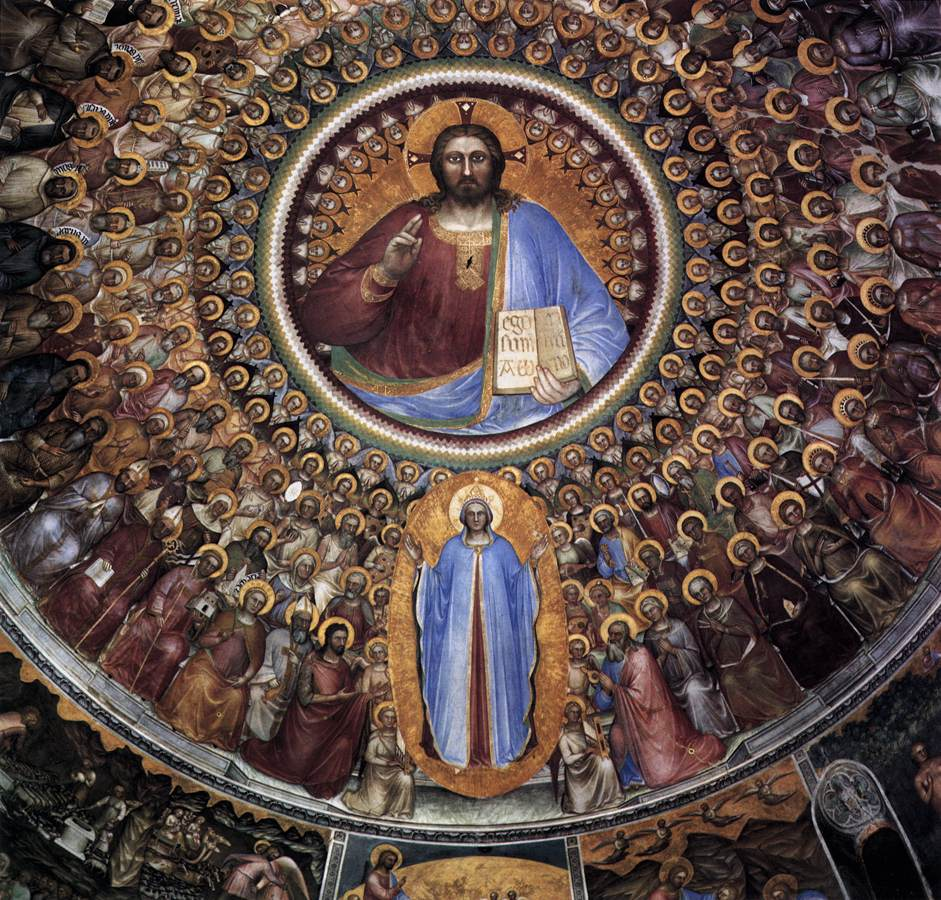
Giusto de Menabuoi, Paradis, dôme du baptistère de Padoue.

Le baptistère  comporte les fresques et un polyptyque encore visibles de Giusto de Menabuoi et le mausolée de la maison de Carrare, famille italienne guelfe, qui exerça pendant plus d'un siècle le pouvoir souverain à Padoue.
Les fonts baptismaux actuels sont de Nani di Firenze (1443).

### Détails des fresques
- Histoire de Jean-Baptiste (paroi sud)
- Scènes de la Vie de la Vierge (paroi est)
- Scènes de la Vie du Christ (paroi nord)
- Crucifixion (face à l'entrée) et polyptyque